# Toerisme in Suriname

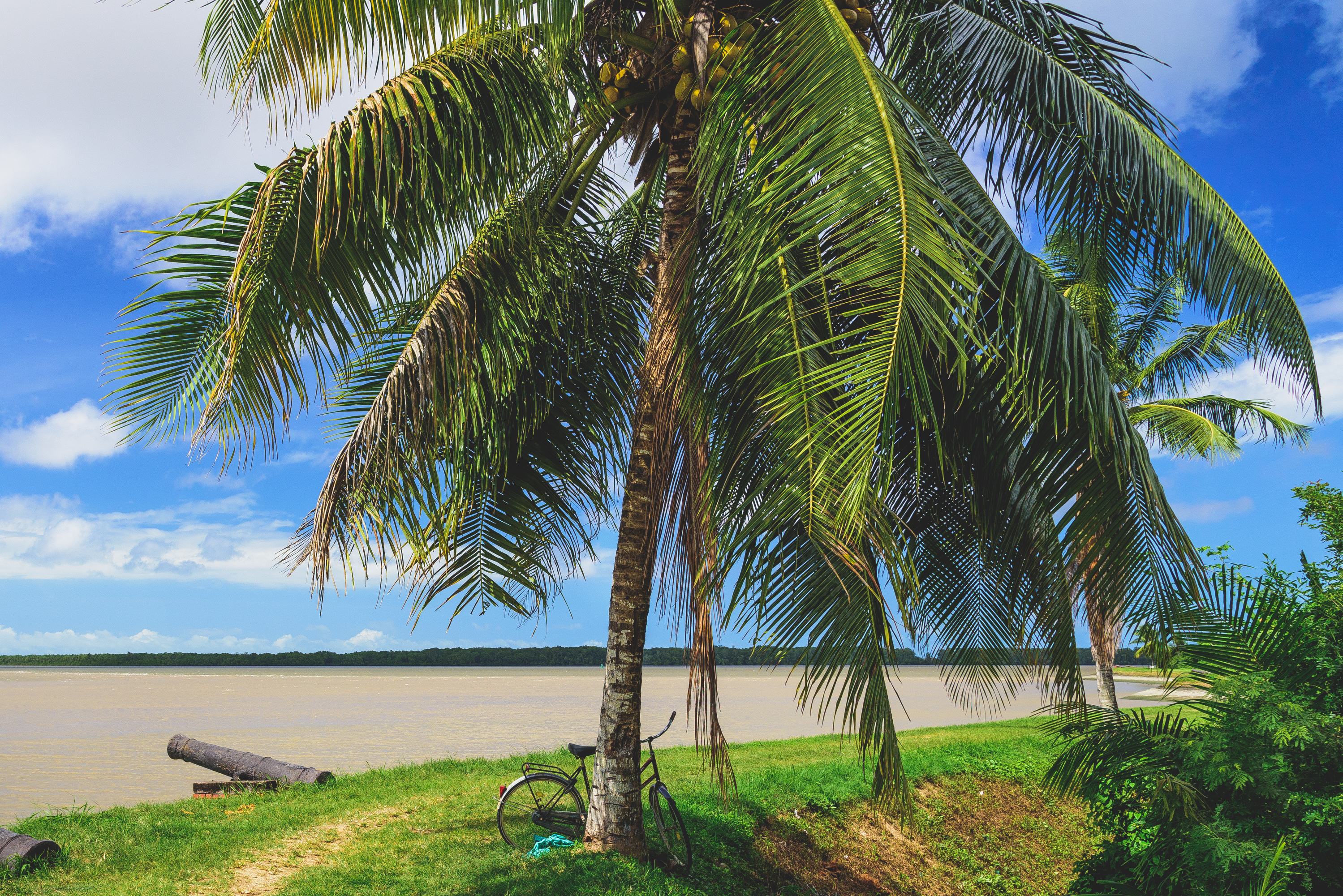
Zicht op de Surinamerivier vanaf Fort Nieuw-Amsterdam

Toerisme in Suriname omvat bezoeken uit binnen- en buitenland en bestaat vooral uit vrijetijdsbesteding en zaken doen. De branche ontwikkelt zich sinds het midden van de 20e eeuw en Suriname opende in 1962 zijn eerste internationale hotel.
Toerisme heeft een stabiliserende invloed op de Surinaamse economie. Het zorgt voor buitenlandse valuta en versterkt de werkgelegenheid. Er zijn milieuproblemen die de kwaliteit van het toeristische aanbod aantasten, vanwege afval in de natuur en kwikvergiftiging door kleinschalige mijnbouw.
Het hoogseizoen verloopt van medio augustus tot begin oktober, en daarna nog eens rond kerst en de jaarwisseling. Reizigers uit verre landen vliegen op luchthaven Zanderij. Er is een beperkt wegennet van wisselende kwaliteit en er wordt links gereden. Omwille van de veiligheid wordt afgeraden om alleen, in sloppenwijken en afgelegen gebieden te reizen. Reizigers uit Europa moeten een toeristenkaart aanvragen; voor Antillianen geldt deze plicht niet. Er worden bepaalde vaccinaties evenals mugwerende maatregelen aangeraden.
Een reis naar Suriname betekent een ontmoeting met een multi-etnische samenleving die doorgaans de Nederlandse taal beheerst. In Paramaribo bevinden zich een groot aantal toeristische attracties bij elkaar. De historische binnenstad staat sinds 2002 op de Werelderfgoedlijst van UNESCO. Hier bevindt zich ook het uitgaansgebied. De hoofdstad vormt vaak het start- en eindpunt voor bezoeken aan andere delen van het land. Via de Oost-Westverbinding zijn de plaatsen langs de kust te bezoeken; witte badstranden bevinden zich daar in principe niet, op 't Strandje in Nieuw-Nickerie na. Binnenlandse reizen zijn vooral gericht op natuurbeleving en contact met de lokale bevolking. Hier ligt ook het Centraal Suriname Natuurreservaat, het grootste beschermde tropische regenwoud ter wereld, dat eveneens op de Werelderfgoedlijst staat.
Verdeeld over de tijd zijn er evenementen in Suriname met muziek, dans en cultuur. Verspreid zijn er exposities in galerieën en beeldhouwwerken in de openbare ruimte te zien. Er zijn diverse musea die zich richten op traditie en historie. In onder meer Fort Zeelandia en Fort Nieuw-Amsterdam wordt teruggeblikt op de koloniale tijd. Een aantal plantages is gerestaureerd en herinnert aan het slavernijverleden dat voortduurde tot in de tweede helft van de 19e eeuw.
De Surinaamse keuken is evenzo divers als de bevolking, die van oorsprong uit allerlei delen van de wereld afkomstig is. Hierdoor is er in Suriname keuze uit restaurants met een inheemse, Afrikaanse, Javaanse, Indiase en Chinese keuken.

## Introductie
Bij toerisme gaat het om reizen die korter duren dan een jaar. Ze zijn volgens de indeling van het Algemeen Bureau voor de Statistiek vooral gericht op vrijetijdsbesteding en zaken doen. Hierbij kan het zowel om buitenlanders als Surinamers gaan die buiten hun eigen woonomgeving reizen. Als activiteit bestaat toerisme sinds mensenheugenis. Hotels en herbergen waren er door de eeuwen heen. Andere bedrijfstakken die tot het toeristische aanbod worden gerekend, zijn de recreatie- en ontspanningsbranche, de sociaal-culturele sector en het personenvervoer.
Etymologisch is toerisme een activiteit waarbij voor het plezier wordt gereisd, terwijl onderweg hier en daar halt wordt gehouden. Het woord is afgeleid van tour (rondreis) uit het Engels. In deze taal kwam het woord tourist in 1772 voor in een tijdschrift en tourism in 1811. In het Nederlands werd tourist mogelijk voor het eerst in 1839 gebruikt door E.J. Potgieter in een uitgave van De Gids; de schrijfwijze veranderde later in toerist/toerisme.

## Ontwikkeling en bevordering

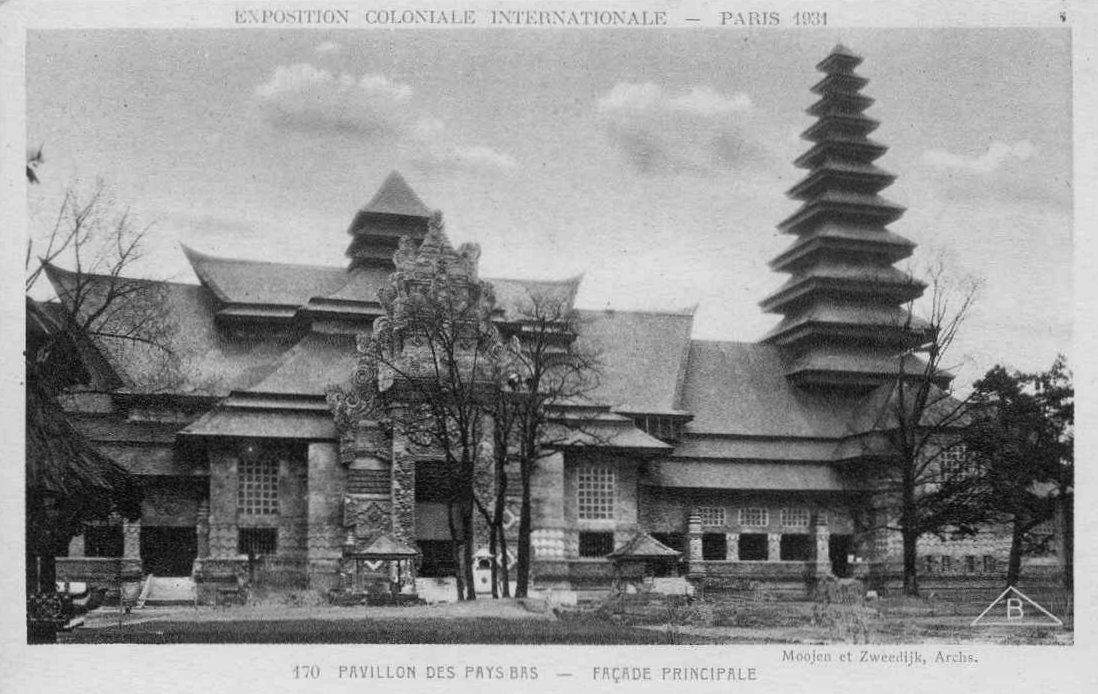
Nederlands paviljoen, 1931

Een vroege uiting van de presentatie van Suriname in het buitenland vond op Europees initiatief plaats. Dit gebeurde tijdens de deelname van Nederland aan de koloniale tentoonstelling in Parijs van 1931. De inzending stond in het teken van Suriname, Curaçao en Nederlands-Indië, met uit Suriname presentaties over onderwerpen als houtsoorten, de katholieke missie en een cacaoplantage.

### Vraag naar toerismebeleid
Een van de eerste formele stappen om toerisme in Suriname te bevorderen vond in 1948 plaats. Gouverneur Klaasesz vroeg toen goedkeuring aan de Staten van Suriname voor een bedrag van vierduizend Amerikaanse dollar per jaar voor het lidmaatschap van de CTDA, de voorloper van de Caraïbische Toerismeorganisatie (CTO). De Staten wezen het voorstel af omdat ze het niet verantwoord vonden. Naar hun oordeel waren er nog te weinig initiatieven getoond, zowel particulier als vanuit het bedrijfsleven, en zou er een te beperkt aanbod van hotels en attracties zijn.
Ondanks de beperkte interesse vanuit de politiek, was er rond 1950 wel al internationale belangstelling voor Suriname. Dit blijkt onder meer uit publicaties zoals in de Miami Herald, in folders van de Alcoa Steamship Company – nog voordat Alcoa in Suriname actief werd in de bauxietwinning – en in het tijdschrift Gourmet guide to good life in South America van Pan American Airways (Pan Am). Ook zijn er in deze jaren lokale pleidooien voor toerisme geweest, zoals in de Surinaamse dagbladen De Surinamer en Reveille, en in een nota in 1951 van de heer Ellenbaas aan gouverneur Klaasesz met daarin een pleidooi voor toerisme als een dollarproducent die meerdere delen van de bevolking ten goede zou komen. Ook werd er in deze tijd druk vanuit het bedrijfsleven uitgeoefend, onder aanvoering van de Vereniging Surinaams Bedrijfsleven (VSB) en de Kamer van Koophandel en Fabrieken (KKF), om het toerisme van overheidswege te ontwikkelen.

### Periode van toerismebevordering
Aangespoord door deze ontwikkelingen zette de regering alsnog stappen om het toerisme te bevorderen. In 1951 werd Suriname toch lid van de CTDA en in 1953 stelde de regering de Commissie ter Bevordering van Toerisme in, die onder de verantwoordelijkheid van de ministeries van Economische Zaken (EZ) en Onderwijs kwam te staan. In 1954 besloot de regering tot de oprichting van de Stichting ter Bevordering van het Toerisme.

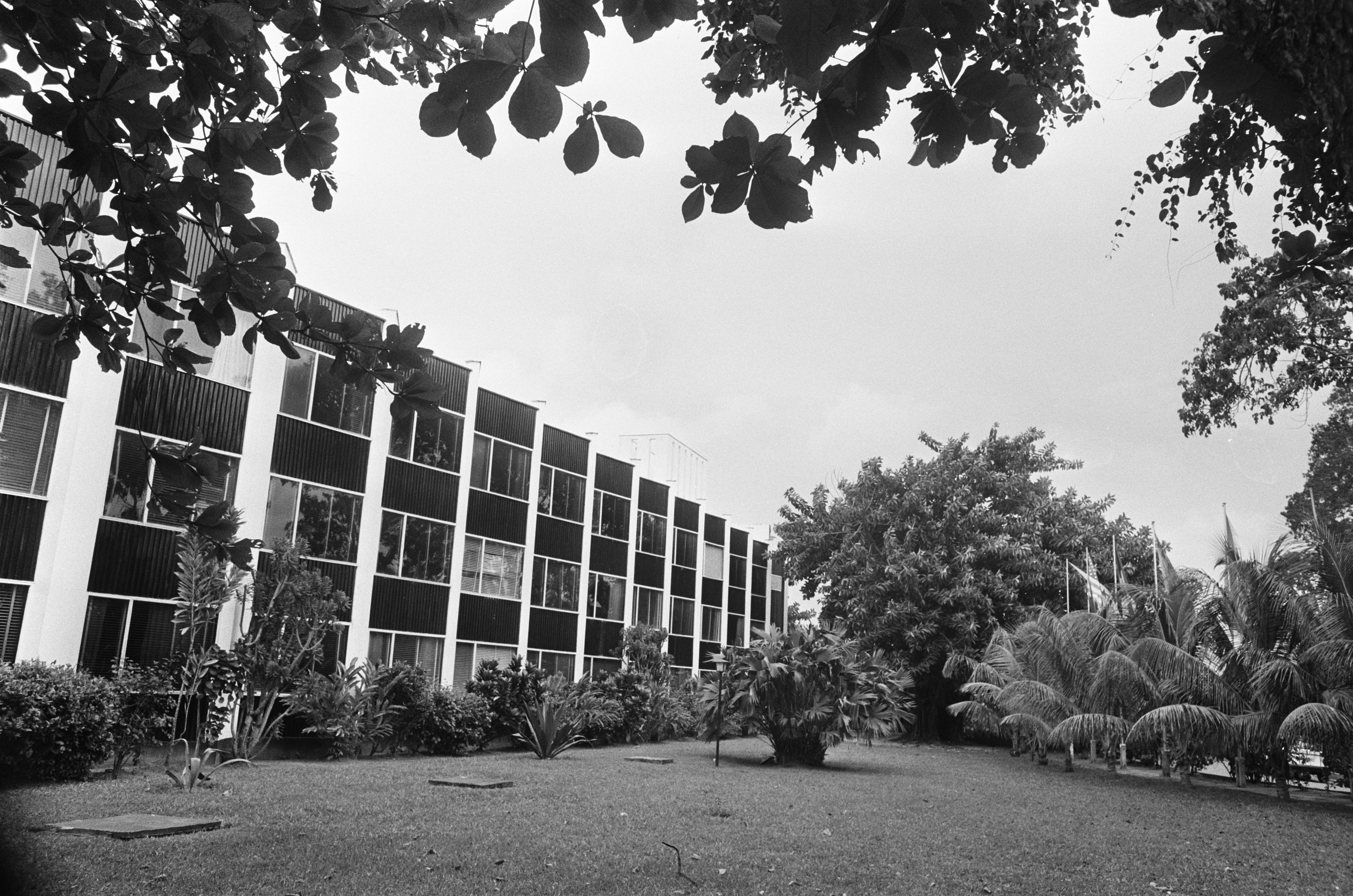
Torarica, het eerste internationale hotel van Suriname

In juli 1956 voerde Pan Am een onderzoek uit naar toerismemogelijkheden in Suriname. De luchtvaartmaatschappij concludeerde dat Suriname kon rekenen op minstens zesduizend bezoekers per jaar. Om dit te realiseren was de bouw van nieuwe faciliteiten nodig, waaronder een hotel met tachtig kamers, logeergebouwen in het binnenland en verbetering van de vervoersvoorzieningen. Dit internationale hotel, Torarica, werd vanaf oktober 1961 gebouwd en op 10 juli 1962 geopend door minister Van Philips (EZ).
Een van de aanbevelingen in het rapport van Pan Am was om de interesse voor Suriname actief aan te wakkeren met een uitgebreide marketingcampagne. Vanuit overheidszijde werd hieraan meegewerkt door de oprichting in 1962 van de Maatschappij voor Exploitatie van Toeristenverblijven in Suriname (METS). In de Jaarbeurs te  Utrecht werd in 1963 de slogan gevoerd "wat eigen land u biedt voordat u andere landen ziet". Daarnaast werd in deze jaren de afdeling Toerisme-, Kleine en Middenstandsbedrijven op het ministerie van EZ ingericht.
Aan het eind van het decennium, in 1969, betrad een nieuwe hoofdrolspeler de Surinaamse toerismebranche, te weten STINASU (Stichting Natuurbehoud Suriname), een quango die voor haar financiering afhankelijk is van ecotoerisme. Met enkele jaren vertraging werden begin jaren zeventig nog enkele aanbevelingen van het Nederlandse ministerie van EZ doorgevoerd om het toerisme in Suriname op een hoger peil te brengen. Tot aan de Surinaamse onafhankelijkheid bleef de aandacht ervoor niettemin beperkt en bleef het aantal toeristen steken op 12.000 in 1975.

### Onafhankelijkheid gevolgd door staatsgreep en oorlog
In de eerste jaren na de onafhankelijkheid kwam er meer aandacht voor de bevordering van toerisme. Minister Bruma (EZ) kwam met een nieuwe beleidsnota die voorzag in de opzet van een Dienst Toerisme als onderdeel van het ministerie. Daarnaast trad jonkheer Vegelin van Claerbergen aan als ambassadeur van Nederland in Suriname. Hij liet een toerismeadviesbureau een onderzoek uitvoeren en een ontwikkelingsplan opstellen. Een van de adviezen was om de toerismestichting van de overheid te hervormen naar een toerismeautoriteit met specifieke taken, bevoegdheden en verantwoordelijkheden. Voor de uitvoering van het plan werd financiering gevonden bij het Europees Ontwikkelingsfonds.
De staatsgreep van 25 februari 1980 maakte in één klap een einde aan bijna alle plannen. Er kwam nog wel een Dienst Toerisme op het ministerie, maar de Stichting ter Bevordering van Toerisme werd in oktober 1981 opgeheven. Toerisme in de jaren 1980, met Desi Bouterse direct of achter de schermen aan de leiding, kenmerkte zich uiteindelijk door een zwak institutioneel kader. In de praktijk ontbrak het aan een visie op de toerismesector en bleef de financiering afwezig.

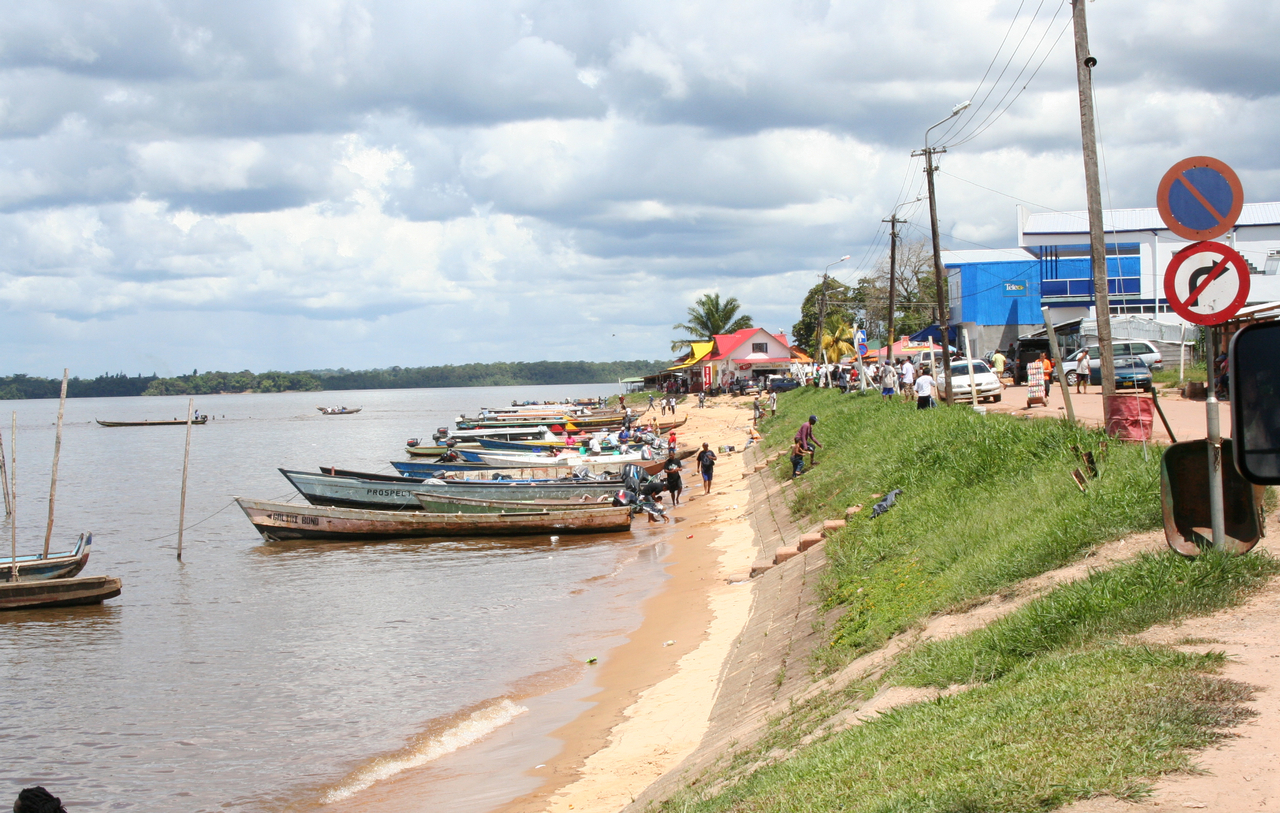
Albina aan de Marowijne

Daarbovenop kwam van 1986 tot 1992 de ontwrichting door de Binnenlandse Oorlog tussen Bouterse en het Junglecommando van Ronnie Brunswijk. Het maatschappelijke, economische en politieke leven kwam tot stilstand. Het district Marowijne had het zwaarst onder de oorlog te lijden. Vanwege moordpartijen door beide partijen vluchtten duizenden burgers naar Frans-Guyana en Paramaribo. Door de verwoeste infrastructuur en de weggevallen voorzieningen in de dorpen werd het toerisme langdurig schade toegebracht. Bijvoorbeeld in Albina dat tot die tijd een favoriete badplaats voor inwoners uit Paramaribo was, met een wit rivierstrand, zoet water en palmen die voor schaduw zorgen. Eind jaren zeventig was het stadje in beeld om ontwikkeld te worden tot een belangrijk toeristisch centrum. Tijdens de oorlog brandden veel authentieke gebouwen af, wat de vakantie-achtige sfeer van Albina voorgoed ruïneerde.
In de periode van 1981 tot 1989 kromp het aantal toeristen tot 25%; van 126.700 aankomsten in 1981 tot 31.700 in 1989.

### Terugkeer naar democratie
In 1991 richtte de nieuw gekozen regering het ministerie van Telecommunicatie, Communicatie en Toerisme op. Het idee om tot een zelfstandig ministerie van Toerisme te komen, verdween vijf jaar later met de oprichting van een speciale toerismeorganisatie, de Stichting Toerisme Suriname (STS). Bij de oprichting van deze overheidsinstelling was opnieuw een belangrijke rol weggelegd voor de VSB en de KKF. Tot de oprichting van een toerismeautoriteit is het niet gekomen. De ontwikkelingen brachten een ommekeer teweeg, zodat het toerisme zich eind jaren 1990 aan de crisis onttrok.
In 2001 werd TOURS opgericht. Dit was opnieuw een initiatief vanuit het bedrijfsleven, met als opzet een federatie van vijf vakorganisaties die zich richten op horeca, personenvervoer en handnijverheid. De organisatie streeft naar invloed op de ontwikkelingen en het beleid in de toerismebranche. Om dit doel te bereiken, treedt het op als gesprekspartner en adviseur naar de overheid en heeft een afgevaardigde zitting in het bestuur van de STS.

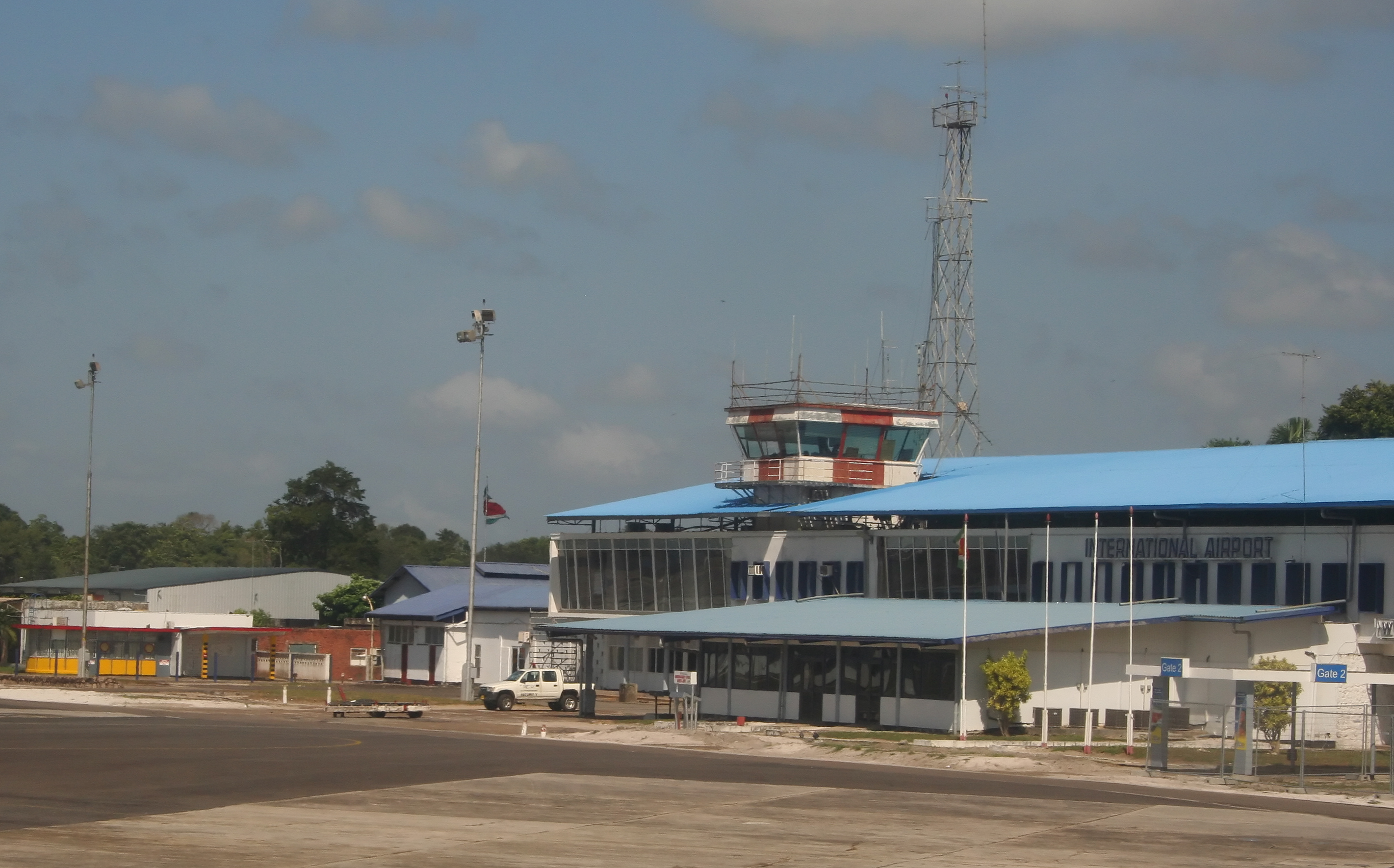
Luchthaven Zanderij

Vanaf 2000 volgde een decennium van vooruitgang. In het Meerjaren Ontwikkelingsplan werd gekoerst op de ontwikkeling van economische activiteiten, promotie van het toeristische aanbod, stimulering van samenwerking en het trekken van internationale toeristen. Fondsen uit de Europese Unie leverden in deze periode de financiële ondersteuning voor vier projecten met een centrale rol voor het behoud van cultureel en natuurlijk erfgoed van Suriname. Verder werd in 2006 een opleidingsinstituut opgezet, het Suriname Hospitality and Tourism Training Centre, om het niveau van de diensten in de sector te verhogen. De activiteiten brachten een stijging teweeg in het aantal bezoekers. Terwijl er tijdens het dieptepunt in 1989 31.700 toeristen aankwamen en het toerisme daarna tien jaar lang stagneerde, groeide het aantal vervolgens van 71.500 in 2003, naar bijna 160.000 in 2005 en bijna 250.000 in 2013. Hierna stokte de groei. Rond dezelfde tijd, in 2012, werd Suriname geroyeerd als lid van de Caraïbische Toerismeorganisatie, vanwege een achterstand van acht jaar op de contributiebetaling.
Tijdens de tweede regering-Bouterse (2015-2020) werd opnieuw gewerkt aan de transformatie van de STS naar een toerismeautoriteit. De reorganisatie en de korting op de financiering onder minister Welzijn brachten de STS sinds circa 2016 in de financiële problemen. De coördinatie van de Surinaamse delegatie op de Vakantiebeurs in Utrecht in 2017 werd afgezegd en overgenomen door de Suriname Hospitality and Tourism Association (SHATA). De STS ging in juni 2018 failliet en maakte daarna een doorstart. In augustus 2018 organiseerde ze de eerste vakantiebeurs in de KKF-beurshal voor promotie van vakantie in eigen land. Begin jaren 2020 wordt Suriname als vakantieland gepresenteerd in Utrecht, Vlaanderen, Boedapest, Milaan, Berlijn en Dallas. In 2023 stemde De Nationale Assemblée voor de Toerisme Raamwet en de vorming van de Suriname Toerisme Autoriteit, en daarmee ook voor het Meerjaren Toerisme Ontwikkelingsplan, en later dat jaar werd de Toerisme Autoriteit ingesteld.

## Economie
| Herkomst                        | Bezoekers        |
| ------------------------------- | ---------------- |
| Europa (Nederland)              | 133.315 (95.321) |
| Zuid-Amerika (buurlanden)       | 106.378 (85.613) |
| Caraïbisch gebied               | 16.445           |
| Noord-Amerika                   | 11.049           |
| Overig / onbekend               | 9.764            |
| Totaal                          | 256.951          |
| 2016, bron: STS, in: ABS (2018) |                  |

Toerisme is een kleine sector binnen de Surinaamse economie. Dit geldt niet alleen ten opzichte van andere sectoren, zoals de winning van olie en vooral goud, maar ook in vergelijking met de omvang van toerisme binnen economieën van andere landen. Ter vergelijking is toerisme voor ontwikkelingslanden vaak de belangrijkste inkomstenbron en wereldwijd is de sector gemiddeld even groot als de olie-, auto- of voedingsindustrie. In het Caraïbische gebied behoort Suriname tot de landen met de minste toeristen. Ook blijft het aantal Amerikaanse toeristen achter, die kunnen kiezen uit een ruim aanbod aan vakantie-eilanden in de omgeving. De veruit grootste groep toeristen komt uit Nederland.
De afhankelijkheid van sectoren als de delfstofwinning zorgt terugkerend voor grote fluctuaties in de omvang van de Surinaamse economie en de beschikbaarheid van buitenlandse valuta. Volgens de Wereldbank zou toerisme kunnen zorgen voor meer diversiteit en daarmee stabiliteit, omdat daardoor meer buitenlandse valuta binnenkomt en de werkgelegenheid versterkt wordt.
Door de relatief grote omvang van de informele economie, van enkele tientallen procenten, komt een belangrijk deel van het toerisme niet tot uitdrukking in de officiële cijfers. Daar komt bij dat een relatief groot deel van de toeristen Suriname vanwege familie bezoekt, in 2016 ongeveer 25% van alle reizigers. Om de omvang toch nauwkeurig te kunnen bepalen, wordt het toerisme in Suriname daarom gemeten naar aantallen aankomsten bij de belangrijkste grensovergangen en internationale luchthavens.

## Milieu

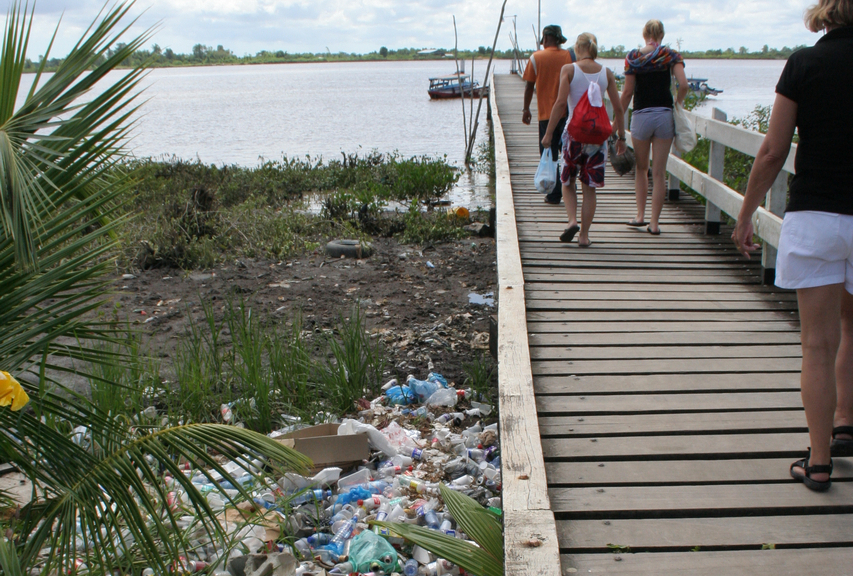
Afval aan de walkant

Suriname kent milieuproblemen die de kwaliteit van het toeristische aanbod aantasten. Een in het oog springend milieuprobleem is het rondslingerende afval, van het achteloos weggooien van handafval zoals petflessen tot het dumpen van voedsel, kadavers, autowrakken en oud witgoed langs straten, op leegstaande percelen en in de natuur. Per jaar komen alleen al rond de 90 miljoen petflessen in de natuur terecht. Naast de problemen voor het milieu leidt dit bij zware regelval tot verstopping van afvoerbuizen met geblokkeerde wegen en gezondheidsrisico's tot gevolg. De afvaldumping staat in contrast met de georganiseerde vuilophaal die in de bewoonde gebieden een- tot tweemaal per week plaatsvindt. De stichting SuReSur streeft sinds 2015 naar meer duurzaamheid en een groenere economie in Suriname. Een belangrijke activiteit is de inzameling van te recyclen afval. Ze plaatst landelijk containers voor petflessen, pastic zakken en ander recycleafval, ook inmiddels op sommige toeristische punten diep in het binnenland, zoals in een handvol dorpen langs de Boven-Surinamerivier in Sipaliwini.
Een ander milieuprobleem in de openbare ruimte is kwikvergiftiging die wordt veroorzaakt door goudwinning door kleinschalige mijnbouwers. Deze tast de gezondheid aan van mijnbouwers zelf en verontreinigt de ecosystemen en rivieren in die gebieden, waardoor toerisme daar niet meer mogelijk is. De hoge concentraties van kwik blijven niet beperkt tot de wingebieden in het binnenland, maar worden ook gemeten rond goudraffinaderijen in Paramaribo.

## Klimaat

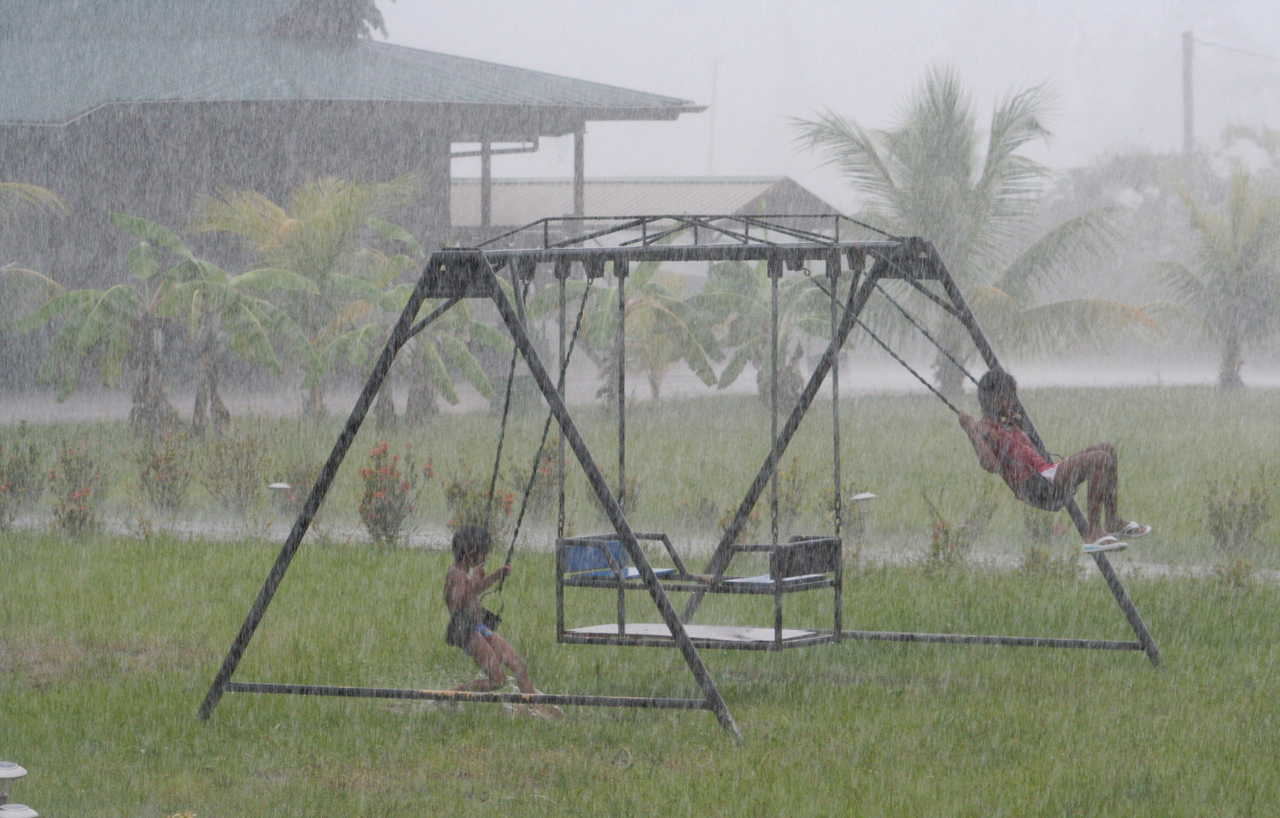
Een regenbui kan verkoelend zijn

Het Surinaamse klimaat wisselt gedurende het jaar af met twee droge en twee regenperiodes. In de droge periodes is het niet de gehele tijd droog, maar zijn er meer droge dagen en minder buien. De eerste droge periode verloopt ongeveer van begin februari tot medio april en de tweede van medio augustus tot begin december. De droogste maanden van het jaar zijn september en oktober. Suriname kent geen aanhoudende regens maar hevige regenbuien. De windsnelheid ligt het gehele jaar doorgaans op rond de 9 tot 12 kilometer per uur (windkracht 2 tot 3).
Tijdens de droge periodes is het warmer en zijn de wegen beter begaanbaar. Het hoogseizoen verloopt tussen medio augustus en begin oktober, en daarna nog eens in de weken rondom kerst en de jaarwisseling. Regenbuien zijn soms heftig. De verkoeling kan welkom zijn en is niet altijd een reden om te schuilen. Tijdens de regentijden is er geregeld overlast door verstopte afvoerbuizen en uitval van stroom, internet of televisie.
| Maand                            | jan | feb | mrt | apr | mei | jun | jul | aug | sep | okt | nov | dec | Jaar  |
| -------------------------------- | --- | --- | --- | --- | --- | --- | --- | --- | --- | --- | --- | --- | ----- |
| Hoogste maximum (°C)             | 33  | 34  | 35  | 37  | 37  | 36  | 37  | 37  | 36  | 37  | 36  | 36  | 37    |
| Gemiddeld maximum (°C)           | 30  | 30  | 30  | 31  | 30  | 31  | 31  | 32  | 33  | 33  | 32  | 30  | 31    |
| Gemiddeld minimum (°C)           | 22  | 22  | 22  | 22  | 23  | 22  | 22  | 23  | 23  | 23  | 23  | 22  | 22    |
| Laagste minimum (°C)             | 17  | 17  | 17  | 18  | 19  | 20  | 20  | 15  | 21  | 20  | 21  | 18  | 15    |
|                                  |     |     |     |     |     |     |     |     |     |     |     |     |       |
| Neerslag (mm)                    | 209 | 135 | 121 | 173 | 275 | 312 | 214 | 165 | 105 | 103 | 117 | 174 | 2.103 |
| Bron: Weatherbase / Climate-data |     |     |     |     |     |     |     |     |     |     |     |     |       |

| Maand                  | jan | feb | mrt | apr | mei | jun | jul | aug | sep | okt | nov | dec | Jaar  |
| ---------------------- | --- | --- | --- | --- | --- | --- | --- | --- | --- | --- | --- | --- | ----- |
| Gemiddeld maximum (°C) | 30  | 30  | 30  | 31  | 31  | 30  | 31  | 32  | 33  | 33  | 32  | 31  | 31    |
| Gemiddeld minimum (°C) | 22  | 22  | 22  | 22  | 23  | 23  | 22  | 23  | 23  | 23  | 23  | 22  | 23    |
|                        |     |     |     |     |     |     |     |     |     |     |     |     |       |
| Neerslag (mm)          | 201 | 166 | 173 | 273 | 371 | 333 | 248 | 169 | 79  | 64  | 88  | 171 | 2.336 |
| Bron: Climate-data     |     |     |     |     |     |     |     |     |     |     |     |     |       |

## Verkeer en vervoer
| Binnenkomst                     | Bezoekers | Bezoekers |
| ------------------------------- | --------- | --------- |
| Luchthaven Zanderij             | 155.070   | 155.070   |
| Zorg en Hoop Airport            | 3.597     | 3.597     |
| South Drain (Guyana)            | 52.701    | 52.701    |
| Albina (Frans-Guyana)           | 45.583    | 45.583    |
| Totaal                          | 256.951   | 256.951   |
| 2016, bron: STS, in: ABS (2018) |           |           |

Bezoekers komen Suriname vooral binnen via de grensovergangen van South Drain en Backtrack (Guyana) en Albina (Frans-Guyana) en via de internationale luchthaven Johan Adolf Pengel (Zanderij). De luchthaven heeft rond de tien internationale bestemmingen, waaronder Amsterdam, Curaçao en Aruba. De reistijd tussen Amsterdam en Paramaribo bedraagt ongeveer 9,5 uur. Suriname kent geen zomertijd en heeft met Nederland en België een tijdsverschil van vijf uur in de zomer en vier uur in de winter. De reistijd van Zanderij naar het centrum van Paramaribo duurt ongeveer een uur.
In Suriname wordt aan de linkerkant van de weg gereden en heeft verkeer van links voorrang. De verkeersborden en verkeersregels zijn vergelijkbaar met die in Nederland. Het wegennet is beperkt en landinwaarts zijn veel wegen onverhard. Tijdens de regenperiodes is er kans op ondergelopen wegen en zinkgaten. Rijden in het donker wordt door de ANWB afgeraden. Voor een bestemming in de jungle gaat het vervoer via boomstamkano's of vliegtuigjes. De wegen zijn niet overal goed onderhouden en beperkt in capaciteit waardoor het druk is op de weg. Het aantal verkeersslachtoffers is relatief hoog. In 2013 vielen er gemiddeld 19,1 verkeersdoden per 100.000 inwoners, in vergelijking tot 6,9 in België en 3,9 in Nederland.
In Suriname wordt vrijwel niet gefietst door de lokale bevolking. In Paramaribo zijn weinig fietspaden en op de stoepen staan vaak auto's geparkeerd. In het algemeen maakt al het verkeer daarom gebruik van hetzelfde wegdek. Er zijn diverse verhuurbedrijven van fietsen. De toename van het aantal fietsers in het land wordt vooral toegeschreven aan de komst van Nederlandse stagiaires en toeristen. Het aantal verkeersslachtoffers onder fietsers is laag ten opzichte van bromfietsers, wat verklaard wordt door hun geringe aanwezigheid.
In Suriname rijden veel kleine bussen (grote vans). Paramaribo kent enkele busstations, waaronder bij de Centrale Markt en in het midden van de rijbanen van de Dr. Sophie Redmondstraat, met bussen van de Particuliere Lijnbushouders Organisatie (PLO) voor bestemmingen in de stad en enkele districten. De staatsbussen rijden naar de meeste districten en vertrekken vanaf de Heiligenweg/Knuffelsgracht (nabij de Waterkant). Er bevinden zich taxibedrijven op vrijwel elke hoek van de straat. De meeste taxibedrijven rijden niet op een meter, op een enkel taxibedrijf na zoals Tourtonne's Taxi die rond 2016 het meterrijden invoerde. Er zijn geen spoorwegen in Suriname. Het overgebleven materieel van de Landsspoorweg bevindt zich in Onverwacht.

## Veiligheid

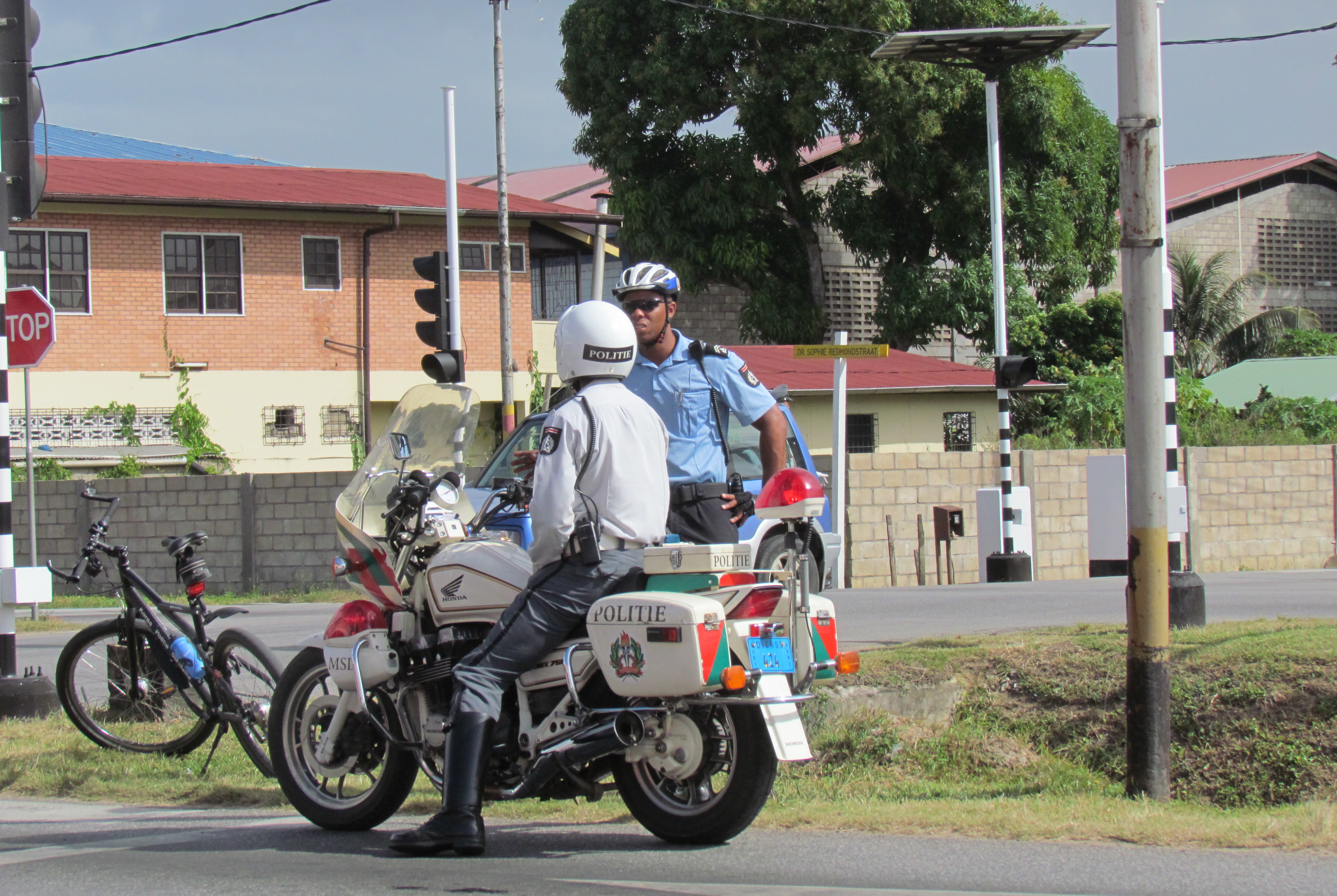
Politieagenten in Suriname

Als het gaat om veiligheid, plaatst het Amerikaanse State Department Suriname op niveau 1 ("normale voorzorgsmaatregelen"), op een schaal tot en met 4, vergelijkbaar met een aantal andere landen in de regio. Afwijkend in Zuid-Amerika staan in 2019 zes landen, waaronder de buurlanden Guyana en Brazilië op niveau 2 ("verhoogde voorzorgsmaatregelen"). Volgens het advies van de Canadese overheid uit 2019 zijn er naast Paramaribo verhoogde risico's op roofovervallen in de oostelijke plaatsen Moengo en Albina, aan de westgrens met Guyana, in het district Brokopondo en langs enkele highways.
Er is sprake van een stijgende drugscriminaliteit en met de komst van Braziliaanse en Chinese arbeiders zijn er bendes het land binnengekomen. Criminaliteit is volgens het reisadvies van het Nederlandse ministerie van Buitenlandse Zaken van 2018 niet specifiek tegen toeristen gericht. In vergelijking met 143 landen wereldwijd stond de veiligheid in Suriname in 2015 op plaats 49, hoger dan enkele Europese landen en de Verenigde Staten.
Het Nederlandse ministerie adviseert om kostbare bezittingen niet opvallend te dragen en bij een beroving geen verzet te bieden. Alleen reizen is volgens het ministerie niet aan te raden, evenmin als het reizen door sloppenwijken of afgelegen gebieden, of het zich 's nachts in Paramaribo buiten het uitgaanscentrum bevinden.

## Voorbereidingen

### Reisdocumenten

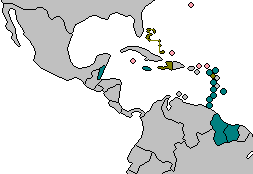
Caricom-landen

De reisdocumenten om Suriname binnen te komen verschillen van land tot land. Suriname was in 2005 het eerste land dat het Caricom-paspoort invoerde. Daarna volgden de andere landen. Voor inwoners van het buurland Guyana betekent dit dat ze geen visum of toeristenkaart nodig hebben. Brazilianen zijn geheel vrijgesteld van een visum of toeristenkaart. Hetzelfde geldt voor toeristen uit de voormalige Nederlandse Antillen. Fransen (Frans-Guyana), Nederlanders en Belgen reizen Suriname in met een toeristenkaart. In 2019 voerde Suriname het e-visum en de e-toeristenkaart in waardoor die documenten niet van een ambassade afgehaald hoeven worden.

### Medische voorzorg
Voorafgaand aan een reis naar Suriname worden uit medische voorzorg inentingen aangeraden. In 2019 geldt een inentingsplicht tegen gele koorts, indien toeristen vanuit een gebied komen waar die heerst, zoals de buurlanden. Die plicht bestaat niet voor Nederlanders en Belgen die rechtstreeks naar Suriname vliegen. De Nederlandse Gemeentelijke Gezondheidsdienst en het Vlaamse Instituut voor Tropische Geneeskunde bevelen reizigers niettemin aan om zich uit voorzorg toch in te enten. Een inenting beschermt een leven lang. Hetzelfde advies wordt gegeven voor andere vaccins, zoals DTP (difterie, tetanus en polio) en Hepatitis A (besmettelijke geelzucht).
Malaria is vrijwel uitgebannen en komt aan de kust en in Paramaribo niet meer voor. In het binnenland aan de grens met Frans-Guyana heerst nog een laag tot matig risico. In 2022 werd geen enkele malariabesmetting gemeld. Hier worden 's avonds en 's nachts mugwerende maatregelen aanbevolen. Muggen die dengue en zika en chikungunya overbrengen, steken overdag. Er bestaan geen in Nederland en België geregistreerde vaccins tegen, zodat ook hiertegen mugwerende maatregelen worden aangeraden. Mugwerend zijn bijvoorbeeld aangepaste kleding, DEET, een hor of een klamboe. In het algemeen geldt voor reizigers naar alle verre landen om voorbereid te zijn op reizigersdiarree, die meestal veroorzaakt wordt door bacteriën, maar ook wel door virussen of parasieten. Deze diarree is doorgaans niet ernstig en gaat meestal in een paar dagen over, maar het is wel zeer hinderlijk. Men kan proberen dit te voorkomen door hygiënische maatregelen te nemen zoals het vermijden van het eten van koud, rauw en ongepasteuriseerd voedsel, zeevruchten en water dat niet uit flessen komt (ook geen ijsblokjes), en door altijd handen te wassen na een toiletbezoek en voor het eten.

## Reisbestemmingen

Mama Sranan, symbool voor de verschillende bevolkingsgroepen

Naast de reisbestemming ter plaatse betekent een bezoek aan Suriname een ontmoeting met de bevolking. Onderscheidend voor Nederlandse en Vlaamse reizigers naar een tropisch land, is dat de inwoners doorgaans de Nederlandse taal beheersen. Er zijn meerdere culturen, religies en bevolkingsgroepen die vreedzaam naast elkaar leven. Dit wordt ook wel eenheid in verscheidenheid genoemd, een term die van oorsprong uit het hindoeïstische geschrift Rig-Veda komt. Symbolisch hiervoor zijn de Keizerstraatmoskee en de Synagoge Neve Shalom die vreedzaam naast elkaar staan. In 2023, tijdens de oorlog tussen Hamas en Israël, werd de vanzelfsprekendheid van de goede betrekkingen tussen moslims en joden in Suriname demonstratief bevestigd met een gezamenlijke oproep om "het pad van geweld te verlaten".
Er staan drie Surinaamse plekken op de erfgoedlijst van UNESCO. Als natuurlijk erfgoed is dat het Centraal Suriname Natuurreservaat en als cultureel erfgoed zijn dat de historische binnenstad van Paramaribo en de Jodensavanne met de nabijgelegen begraafplaats Cassipora. In 2025 nomineerden Indonesië en Suriname gezamenlijk de Javaanse stokpaardendans jaran képang voor opname op de Representatieve lijst van het immaterieel cultureel erfgoed van de mensheid van UNESCO.
Door de beperkte infrastructuur is het land niet ontsloten, waardoor de hoofdstad in de praktijk vaak het start- en eindpunt vormt voor excursies en langere bezoeken aan andere delen van het land.
Cruiseschepen konden Suriname lange tijd niet bereiken. Een baggerproject in de Surinamerivier maakt de doorvaart sinds juli 2023 (fase 2) mogelijk voor schepen met een diepte tot 5,5 meter. Het cruiseschip Seabourn Pursuit, een pioniersschip voor nieuwe bestemmingen, bereikte Paramaribo weer als eerste. Na afloop van fase 3, twee jaar later, zal de vaargeul minstens 6,5 meter diep zijn. Daarna zal het uitbaggeren een continu project zijn.

### Paramaribo

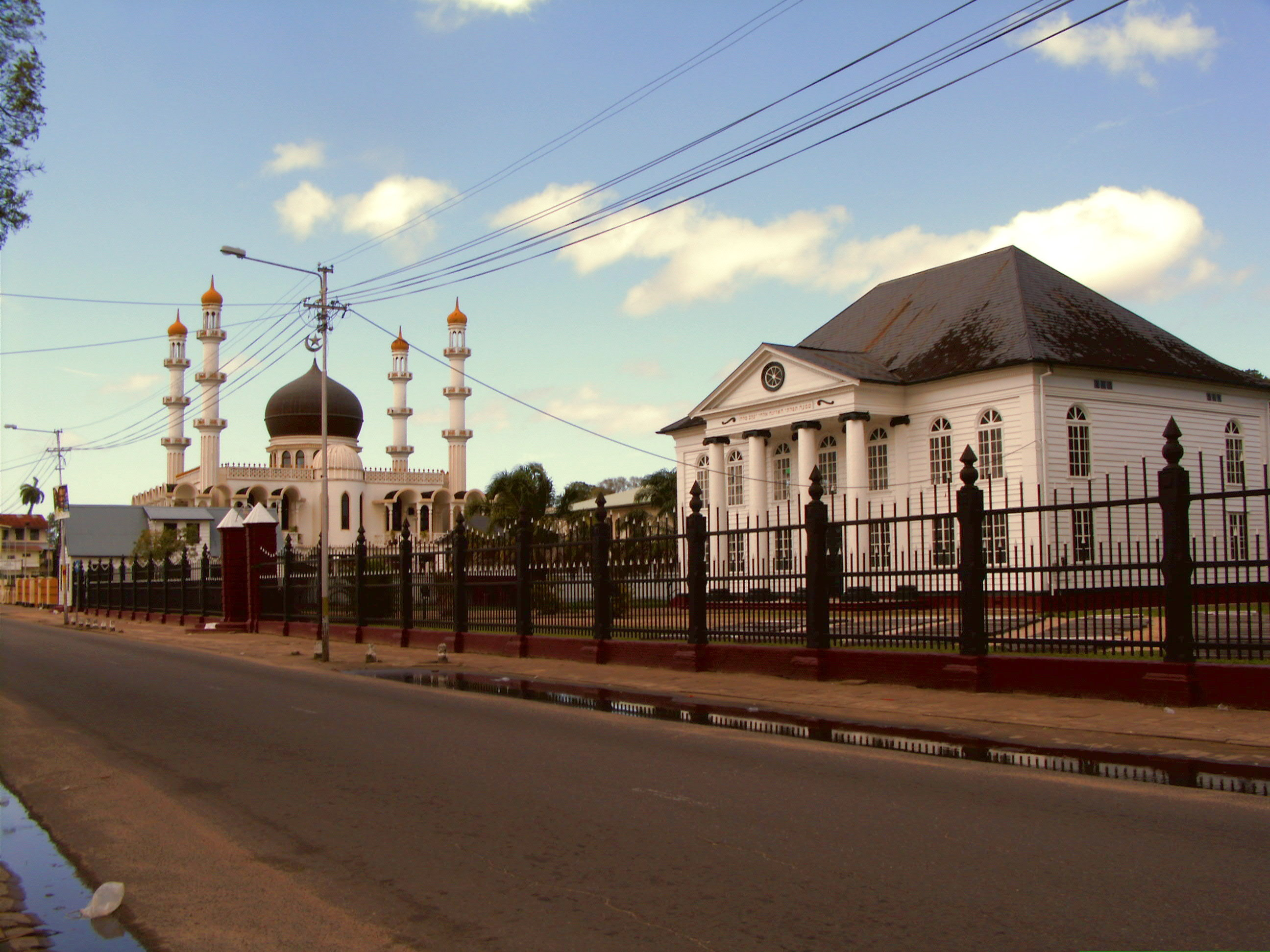
Moskee en synagoge naast elkaar

Een van de belangrijkste toeristische attracties van Suriname is de historische binnenstad van Paramaribo. Sinds 2002 staan de witte huizen met houtsnijwerk op de Werelderfgoedlijst. In 2019 is een herstelprogramma met ondersteuning van de Inter-Amerikaanse Ontwikkelingsbank van start gegaan. De noodzaak hiertoe is hoog. In 2013 waarschuwde UNESCO al eens tegen de teloorgang van de houten stad. Een van de houten panden in de binnenstad is de Sint-Petrus-en-Pauluskathedraal. Deze onderging sinds 2010 een grondige renovatie en is de grootste houten kerk van Zuid-Amerika. Even verderop staat de monumentale Synagoge Neve Shalom. Op de vloer van het gebedshuis ligt savannezand als symbool voor de Woestijn van Judea.
In Paramaribo zijn veel verschillende dingen te doen en het is de plek om uit te gaan. Er zijn terrassen, bars en restaurants, en andere uitgaansmogelijkheden zoals het maken van een rondrit met een partybus. Er kan kunst en historie worden bezichtigd en kennis worden gemaakt met verschillende culturen. Het is een stad met rond de 290.000 inwoners, wat ongeveer de helft is van alle inwoners in het land. Toch doet de stad dorps aan. De inwoners zijn veelal gastvrij, zonder stress, opgewekt, open en geïnteresseerd. Er zijn meerdere markten in Paramaribo, waarvan sommige alleen op de zondagochtend open zijn. De Centrale Markt is de grootste overdekte markt van het Caraïbische gebied. Begrippen in de stad zijn het Srefidensimonument, het Presidentieel Paleis, de Palmentuin met Wakapasi en allerlei andere toeristische plekken. Vanaf de Waterkant is er zicht op de Goslar in de Surinamerivier. In de Tweede Wereldoorlog werd dit Duitse schip door de bemanning zelf tot zinken gebracht. Sindsdien is het in het zicht vanaf het centrum blijven liggen. Iets meer ten noorden van de stad, in Leonsberg, kan men met een boot dolfijnen in de rivier bezichtigen. Dit kan gecombineerd worden met een bezoek aan enkele plantages en het ervaren van een zonsondergang op Braamspunt, dat in de Atlantische Oceaan uitloopt.

### Kustvlakte
In tegenstelling tot de meeste Caraïbische landen zijn langs de Surinaamse kustvlakte vrijwel geen natuurlijke witte stranden te vinden. Een uitzondering hierop vormen de stranden waar tussen januari en juni tienduizenden zeeschildpadden hun eieren leggen en enkele rivierstranden, zoals White Beach en Overbridge. De 400 kilometer lange kustlijn wordt daarentegen gevormd door mangrovebossen, modderbanken en moerassen die het land beschermen tegen de zee. Meerdere gebieden langs de kust zijn uitgeroepen tot natuurreservaat. De weinige zeestranden die Suriname voor toeristen kent, zijn in de regel illegaal aangelegd en ontvankelijk voor erosie en overstromingen. In Nieuw-Nickerie is in 2024 't Strandje achter de Zeedijk geopend.

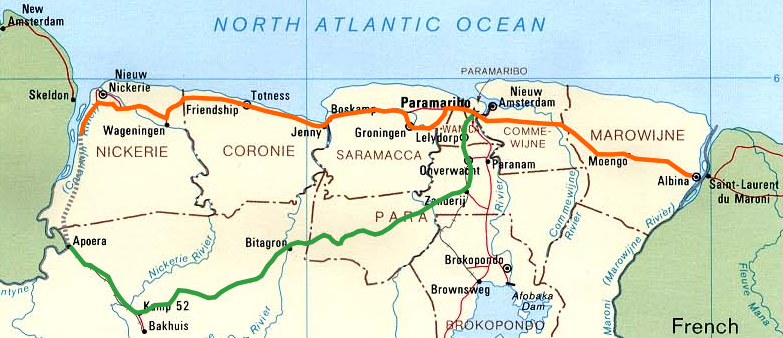
Oost-Westverbinding

Paramaribo is de enige stad in het land. Qua inwonertal volgen op afstand Lelydorp en Nieuw-Nickerie. Dorpen kunnen in Suriname onderling zeer verschillen en zijn niet overal op toerisme ingesteld. Tijdens een dagtrip zijn meerdere te bezoeken. Op de Surinaamse kustvlakte staan ze met elkaar in verbinding via de noordelijke Oost-Westverbinding. Via de zuidelijke route zijn de Blanche Marievallen te bereiken. Hieronder volgen enkele plaatsen langs de noordelijke route.
- Albina was tot de jaren 1980 een favoriete badplaats voor inwoners uit Paramaribo.[17] Ze verloor haar luister tijdens de Binnenlandse Oorlog (1986-1992). Veel authentieke gebouwen brandden af, waardoor Albina haar vakantie-achtige sfeer verloor.[17] Het Moiwana-monument, tien kilometer verderop, herinnert aan gruwelijkheden uit die oorlog.[111] Sindsdien zijn toeristen hier vooral op doorreis, zoals naar het natuurreservaat Galibi, waar zeeschildpadden hun eieren in het strandzand verbergen,[112] of naar Saint-Laurent-du-Maroni aan de andere kant van de grens, waar croissants worden gegeten en in euro's wordt afgerekend.[113]
- Moengo heeft zich sinds de vestiging van kunstenaar Marcel Pinas in 2009 ontwikkeld tot een kunstcentrum. Hier ligt het Marowijne Art Park en is het eerste museum voor hedendaagse kunst van Suriname (CAMM) gevestigd. Jaarlijks wordt hier het artistieke Moengo Festival gehouden.[114][115]

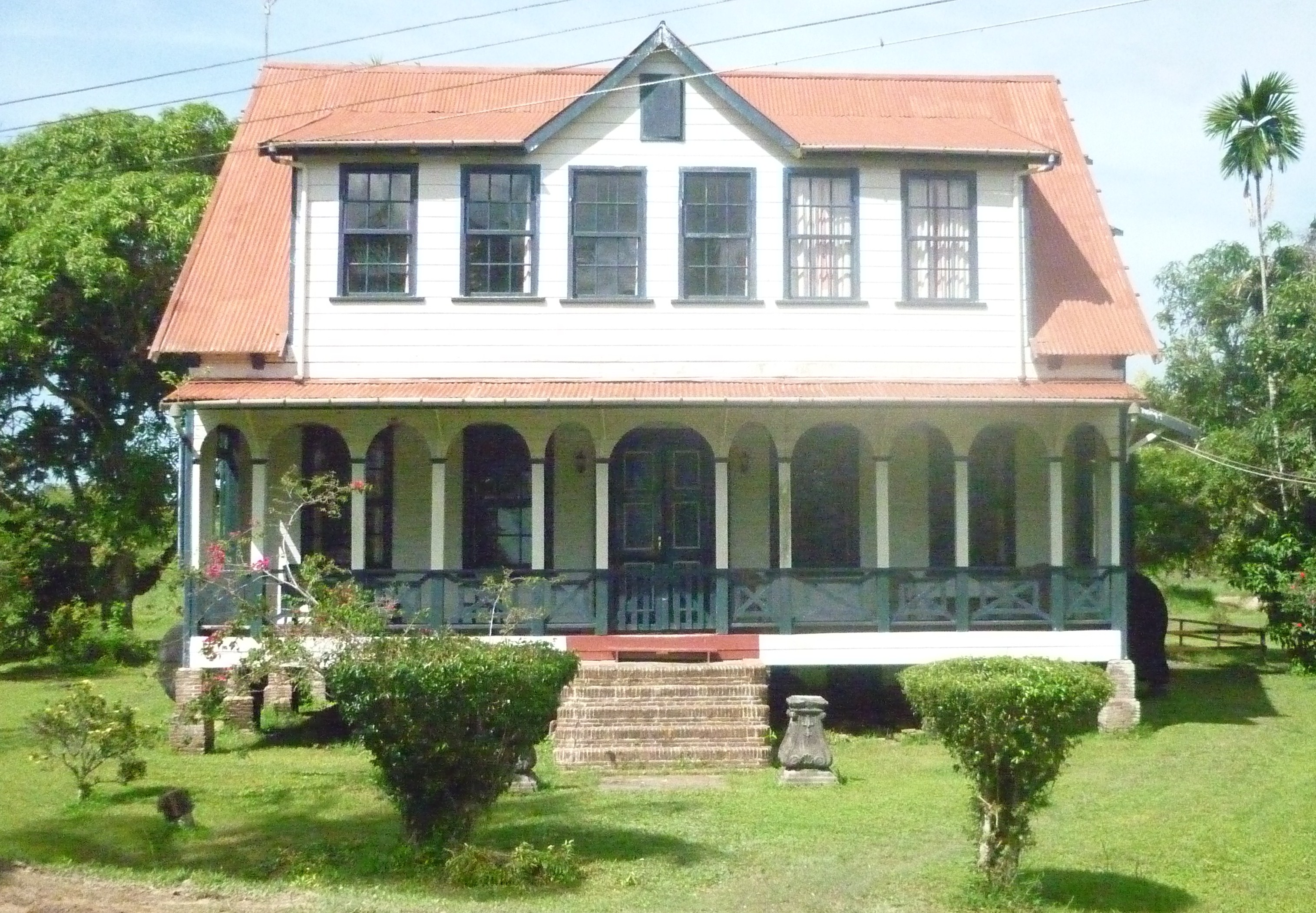
Plantagehuis van Frederiksdorp

- Alkmaar ligt op de plek waar ooit de gelijknamige plantage te vinden was. Er zijn verschillende tempels langs de weg te zien en in de nabijheid bevinden zich Fort Nieuw-Amsterdam, de oude suikerrietfabriek van Mariënburg en de plantages Frederiksdorp en Katwijk. Alkmaar is vanuit Paramaribo met de fiets te bereiken.[109]
- Onverwacht is een voormalige tabaksplantage en was daarna een van de stations op de Lawaspoorweg van Paramaribo naar de goudgebieden in het binnenland. In een bloemenperkje aan de kant van de weg is een opgeknapte stoomlocomotief te zien. De rest van het materieel staat in een oude loods te roesten en wordt niet onderhouden.[116]
- Lelydorp is met bijna 20.000 inwoners de grootste plaats op Paramaribo na en kent verschillende restaurants, eettentjes en een markthal.[109] De belangrijkste toeristische attractie is het Neotropical Butterfly Park. Hier zijn allerlei soorten vlinders te zien en ook nog enkele andere dieren, zoals schildpadden en slangen.[117]
- Groningen ligt in een natuurlijke omgeving aan de Saramaccarivier. De geschiedenis gaat hier terug naar een fort uit de 18e eeuw dat niet meer bestaat. In 1845 vestigden zich hier arme Nederlanders die hier aan het eind van het slavernijtijdperk zelf land wilden bewerken. Zij worden boeroes genoemd. Onbekend met tropische landbouw en getroffen door een uitbraak van tyfus was de helft van deze nieuwkomers binnen acht jaar overleden. Aan het Monumentenplein staan een groot aantal herinneringsmonumenten met een verschillende achtergrond.[116][118]
- Wageningen is een Nederlandse creatie uit de jaren 1950 die ingericht is naar het ontwerp van ingenieurs van de Nederlandse Wageningen UR. Grote stukken moeras werden ingepolderd voor rijstaanbouw. Met prefabwoningen werd dit dorp voor de arbeiders neergezet. Suriname groeide in deze jaren uit tot een exporteur van rijst.[116] Door het vele water in de rijstvelden staat het dorp ook bekend om de vele muggen.[109] Wageningen toont bij binnenkomst het beeld van de slavin Alida dat werd gemaakt door George Barron. Het is gebaseerd op een mondelinge overlevering over plantagehoudster Susanna du Plessis. Zij zou de slavin haar borsten hebben afgesneden en aan haar man hebben opgediend, omdat hij Alida zou hebben begeerd.[119][120]

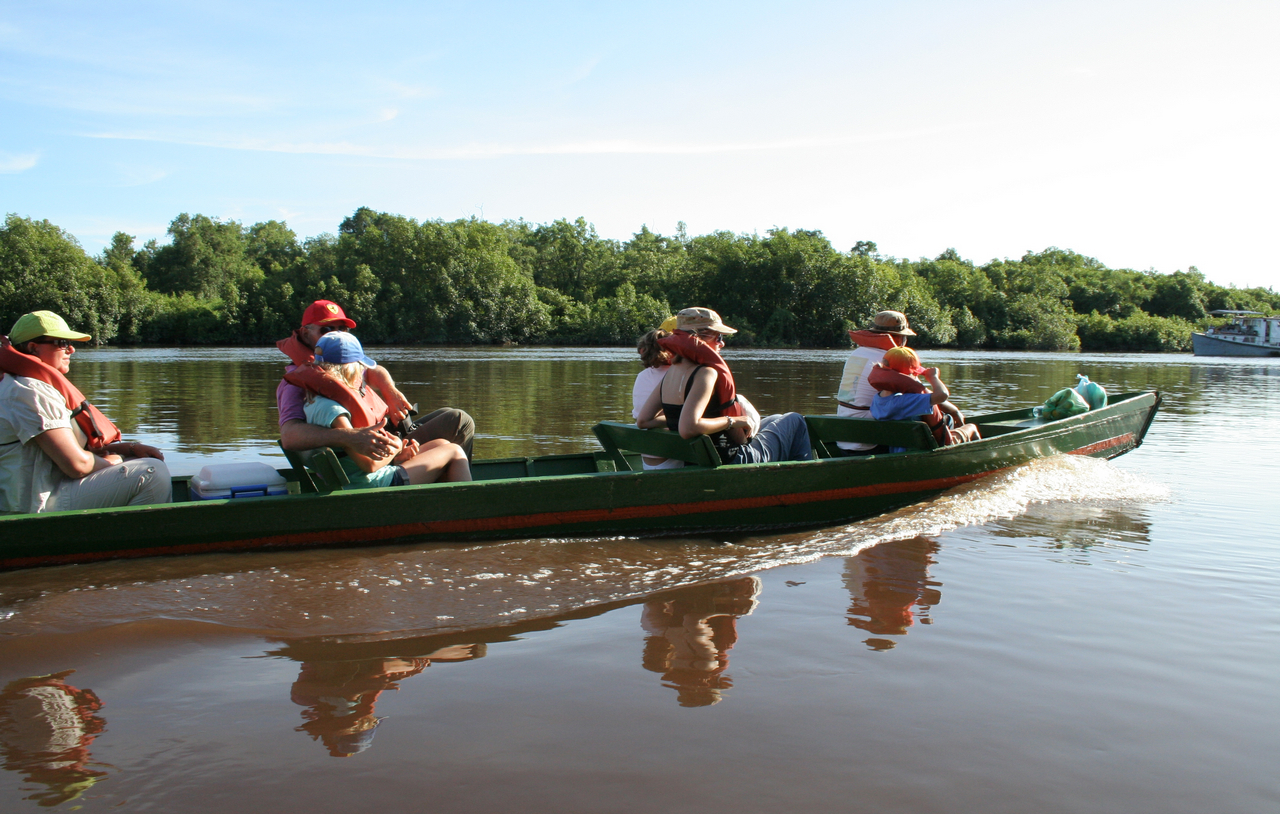
Bijzonder Beheersgebied Bigi Pan

- Nieuw-Nickerie is qua inwonertal de derde plaats van Suriname. Het ligt aan de Nickerierivier en heeft een zeehaven, van waaruit rijst en bananen worden geëxporteerd. Het ligt op een reisafstand van circa drie uur per auto vanaf Paramaribo. Als grensplaats met Guyana ademt Niew-Nickerie een andere sfeer uit dan andere plaatsen in Suriname.[109] Guyanezen bezoeken de plaats als gastarbeiders in de landbouw en koopjesjagers. Het uitgaanscentrum is ook geliefd bij inwoners uit Paramaribo[17] en er vinden jaarlijks verschillende internationale culturele festivals plaats.[86] Vanuit Nieuw-Nickerie vertrekken bussen naar Georgetown en het Bijzonder Beheersgebied Bigi Pan.[112][116]

De Oost-Westverbinding eindigt in South Drain, waar de officiële veerdienst vertrekt naar Moleson Creek in Guyana. In de 17e en 18e eeuw was dit land eveneens een Nederlandse kolonie. Ruïnes van Fort Zeelandia en Fort Kyk-over-al herinneren hier nog aan. Enkele toeristische attracties zijn de Kaieteurwaterval en de hoofdstad Georgetown.

### Binnenland en natuurgebieden

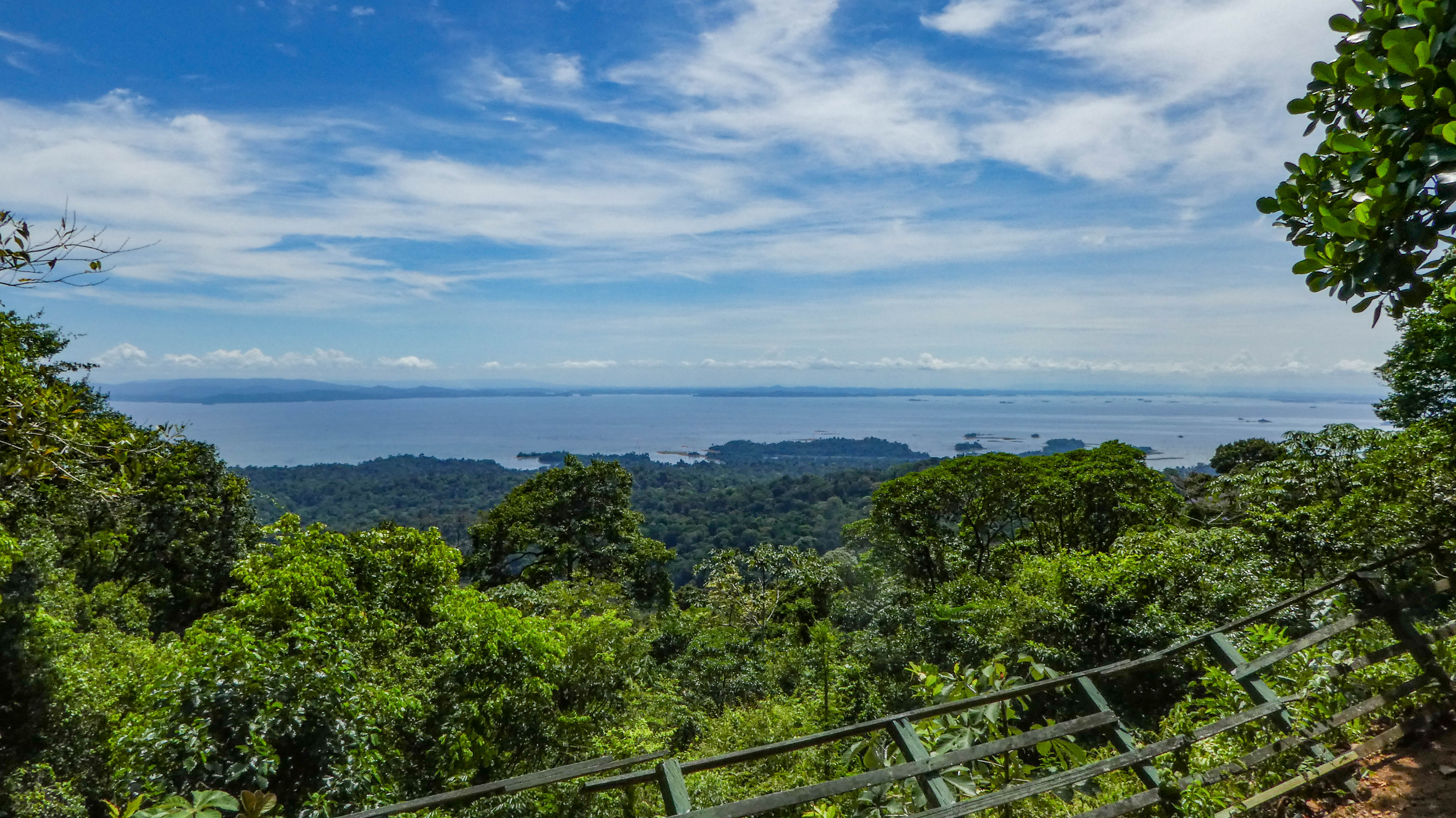
Brokopondomeer vanaf de Brownsberg

Het binnenland kenmerkt zich door een nagenoeg ongerepte natuur die bestaat uit tropische regenwouden, geologische formaties, rivieren, stroomversnellingen (soela's) en watervallen. De natuurgebieden zijn ook bij Surinaamse weekendtoeristen uit de stad in trek. De coördinatie van het ecotoerisme ligt in handen van STINASU. Er is een stijgend aantal toeristen dat naar de natuurgebieden trekt. Dit aantal steeg van 10.721 in 2011 naar 13.355 in 2017.
Het Centraal Suriname Natuurreservaat staat sinds 2000 op de Werelderfgoedlijst van de UNESCO. Met een oppervlakte van 1,6 miljoen hectare is dit het grootste natuurreservaat van Suriname en het grootste beschermde tropische regenwoud ter wereld. Voltzberg/Raleighvallen ligt hier, met bergen, rivieren en watervallen, evenals Brownsberg Natuurpark, met alle acht apensoorten van Suriname, 350 soorten vogels en een uitgebreide flora zoals 40 soorten orchideeën. Enkele van de andere natuurreservaten zijn Tafelberg dat een specifieke fauna en flora kent, Brinckheuvel met savannelandschappen en geologische formaties, Galibi en Wia Wia met broedplaatsen voor zeeschildpadden, en Hertenrits en de Coppenamemonding met pleisterplaatsen voor vogels.
Een andere publiekstrekker in het gebied is het Brokopondostuwmeer dat werd aangelegd voor de opwekking van energie voor de bauxietproductie. Doordat de bomen van tevoren niet werden gekapt, steken de overblijfselen ervan boven het water uit. Deze aanblik maakt een bezoek het voor veel toeristen extra waard. Er wordt met kano's gevaren en in het gebied wordt gewandeld. Een van de plaatsen op de route ernaartoe is Brownsweg. De bewoners verhuisden hiernaartoe omdat het stuwmeer werd aangelegd. Er staan enkele eetgelegenheden. Een ander dorp op deze route is het gelijknamige Brokopondo. Het heeft een strand aan de Surinamerivier.
Bij het toerisme naar het binnenland worden doorgaans de inheemse en marronbevolking ter plaatse betrokken. Zij maken respectievelijk vier en vijftien procent uit van de Surinaamse bevolking. Voor hun betrokkenheid ontvangen dorpelingen werk, een storting in de dorpskas of tegemoetkomingen zoals in vervoerstarieven. Accommodaties in het binnenland maken vaak een integraal deel uit van een dorp en zijn gebouwd door plaatselijke bouwarbeiders met materiaal uit de omgeving. Als maaltijd worden plaatselijke gerechten geserveerd.

### Plantages

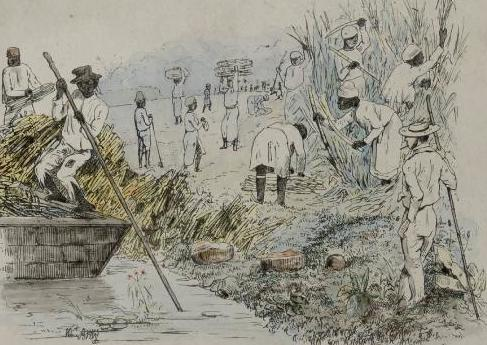
Suikerrietoogst, getekend door plantage-eigenaar Théodore Bray, circa 1850

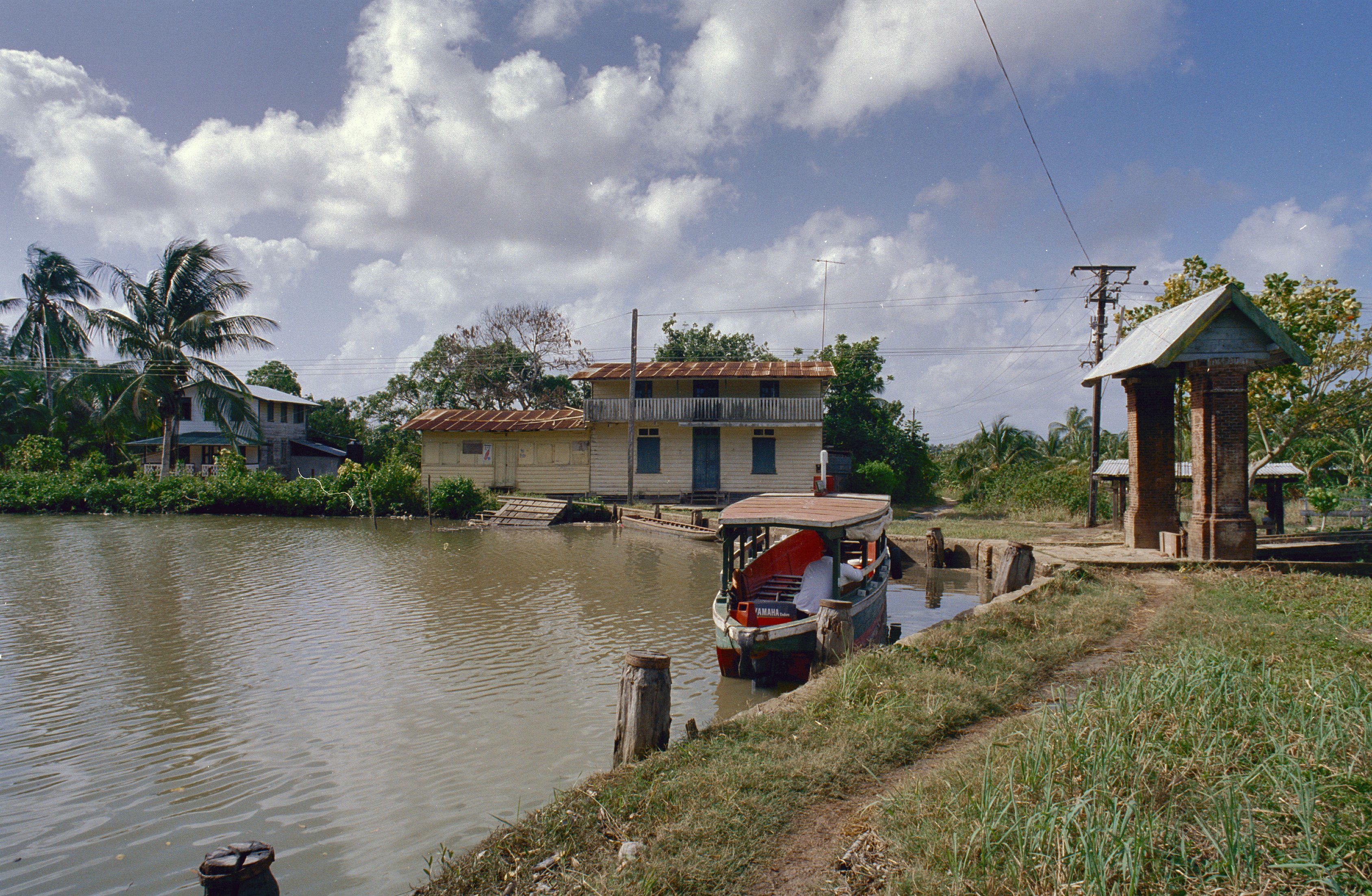
Plantage Bakkie, 1998

De Surinaamse geschiedenis is nauw verbonden met de ontwikkeling van de plantages langs de rivieren. Om aan voldoende arbeidskrachten te komen, begonnen de Britten in navolging van de Portugezen slaven uit Afrika te halen. In 1667 namen de Zeeuwen het gebied over. Gouverneur Van Aerssen introduceerde een poldersysteem waardoor plantages op de vruchtbare lage oevers mogelijk werden. Daarnaast verzekerde hij de aanvoer van slaven uit Afrika.
Europeanen verscheepten 12,5 miljoen Afrikanen naar Amerika; een van de zeven overleefde de overtocht niet. Van de 550.000 Afrikanen die de Nederlanden naar Amerika verscheepten hadden ongeveer 200.000 Suriname als bestemming. De regels waren streng en slaven die zich verzetten konden rekenen op lijfstraffen. Op de plantages was het sterftecijfer hoog. Sommigen, marrons genaamd, wisten te ontsnappen naar de jungle.
De aanleg van kanalen, dammen en sluizen maakte de exploitatie van de plantages tot een kostbare zaak. De zorgen hierover komen soms tot uitdrukking in de naamgevingen, zoals Meerzorg, Zorg en Hoop, Sorgvliet en Elisabeth's Hoop. Halverwege de 18e eeuw was het aantal plantages opgelopen tot vijfhonderd. De krach op de Amsterdamse Beurs van Hendrick de Keyser haalde in één klap de financiering onder de plantages vandaan, waardoor een deel van de eigenaren Suriname berooid verliet. Er volgde een periode van grotere uitbuiting van de slaven door de achtergebleven beheerders. Toen Nederland op 1 juli 1863 de slavernij afschafte, waren er nog 216 plantages over. De helft van de zwarte bevolking was toen inmiddels vrij; 34.800 mensen nog niet. Zij werden tot tien jaar na de afschaffing verplicht om op contractbasis op de plantages door te werken. De tijd erna maakte duidelijk dat de meeste plantages zonder goedkope arbeid niet konden bestaan. De nieuwe contractarbeiders uit India, Java en China verlengden hun contracten veelal niet, maar keerden na hun contractduur terug of vestigden zich als kleine landbouwers.
Veel plantages raakten hierna vervallen of kregen een nieuwe bestemming. Een aantal is nu door toeristen te bezoeken. Frederiksdorp werd kort na de onafhankelijkheid gerenoveerd en omgevormd tot vakantieoord. In 2004 werd het uitgeroepen tot historisch erfgoed. Uit het vervallen Peperpot ontwikkelde zich een natuurgebied waar vogels, apen en katachtigen te bezichtigen zijn. Samen met het Wereld Natuur Fonds wordt het ontwikkeld tot het Peperpot Natuur Park met plaats voor toerisme en buitensport. Van Paramaribo naar Commewijne loopt een historisch pad van 24 kilometer lang dat allerlei plantages verbindt. Sinds het eind van de jaren 2010 worden hier herstelwerkzaamheden aan gedaan om fietstochten mogelijk te maken van Rust en Werk tot Alliance en Bakkie. Daarnaast zijn er fietstochten van 36 en 56 kilometer mogelijk met het begin- en eindpunt in Meerzorg, aan de overkant van de Surinamerivier bij Paramaribo. Al langer bestaan er dagtochten per boot met een gids langs verschillende plantages.

### Musea

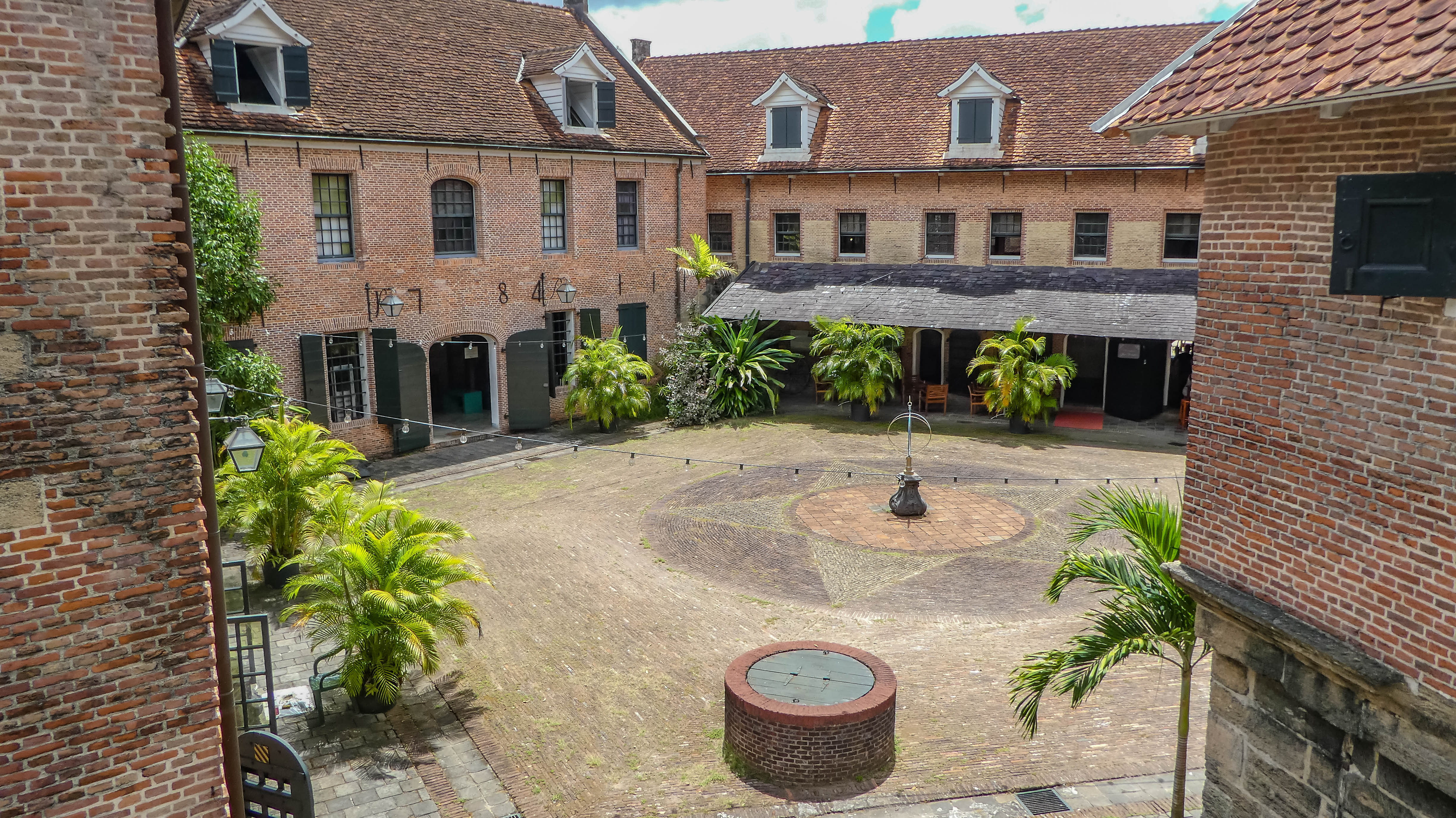
Fort Zeelandia (1653)

Rondom Paramaribo zijn verschillende musea gevestigd in gerenoveerde koloniale panden. Een ervan is Fort Zeelandia uit 1653. Het werd door Fransen gebouwd, daarna door Engelsen verbouwd en kwam in 1667 in Nederlandse handen. Een kleine eeuw later werd het fort een beleidscentrum, opslagruimte en gevangenis voor misdadigers. Ook werden hier lijf- en doodstraffen van slaven uitgevoerd. Abolitionist en geschiedschrijver Julien Wolbers schreef hierover: "Volgens regterlijk vonnis werden bijna maandelijks slaven gehangen of geradbraakt; in Mei 1800 werd de neger Efa gecondamneerd, om gebonden aan een paal levend te worden verbrand; Spaansche bokken werden bijna dagelijks onder de galg of in het fort Zeelandia toegediend." In 1982 namen de militairen onder leiding van Desi Bouterse er hun intrek en voltrokken er aan het eind van het jaar de Decembermoorden. In 1995 kreeg het Surinaams Museum opnieuw de beschikking over het fort. De kogelgaten in de muur markeren nog steeds de gebeurtenissen uit 1982.
Als fort heeft Zeelandia nooit voldaan, zo bleek ook toen Fransen in 1712 ongehinderd de Surinamerivier op konden varen. Enkele decennia later werd Fort Nieuw-Amsterdam gebouwd om de verdediging over te nemen. Deze staat aan de monding van de rivier. Aan de kustlijn staan nog steeds de kanonnen van de Amerikanen uit de Tweede Wereldoorlog om bescherming te bieden tegen Duitse oorlogsschepen. Ook dit fort is omgebouwd tot museum.
Suriname kent verder tal van andere musea, variërend van het kindermuseum Villa Zapakara tot het Surinaamsch Rumhuis. Jaarlijks wordt in mei de Museumn8 georganiseerd.

### Kunstuitingen

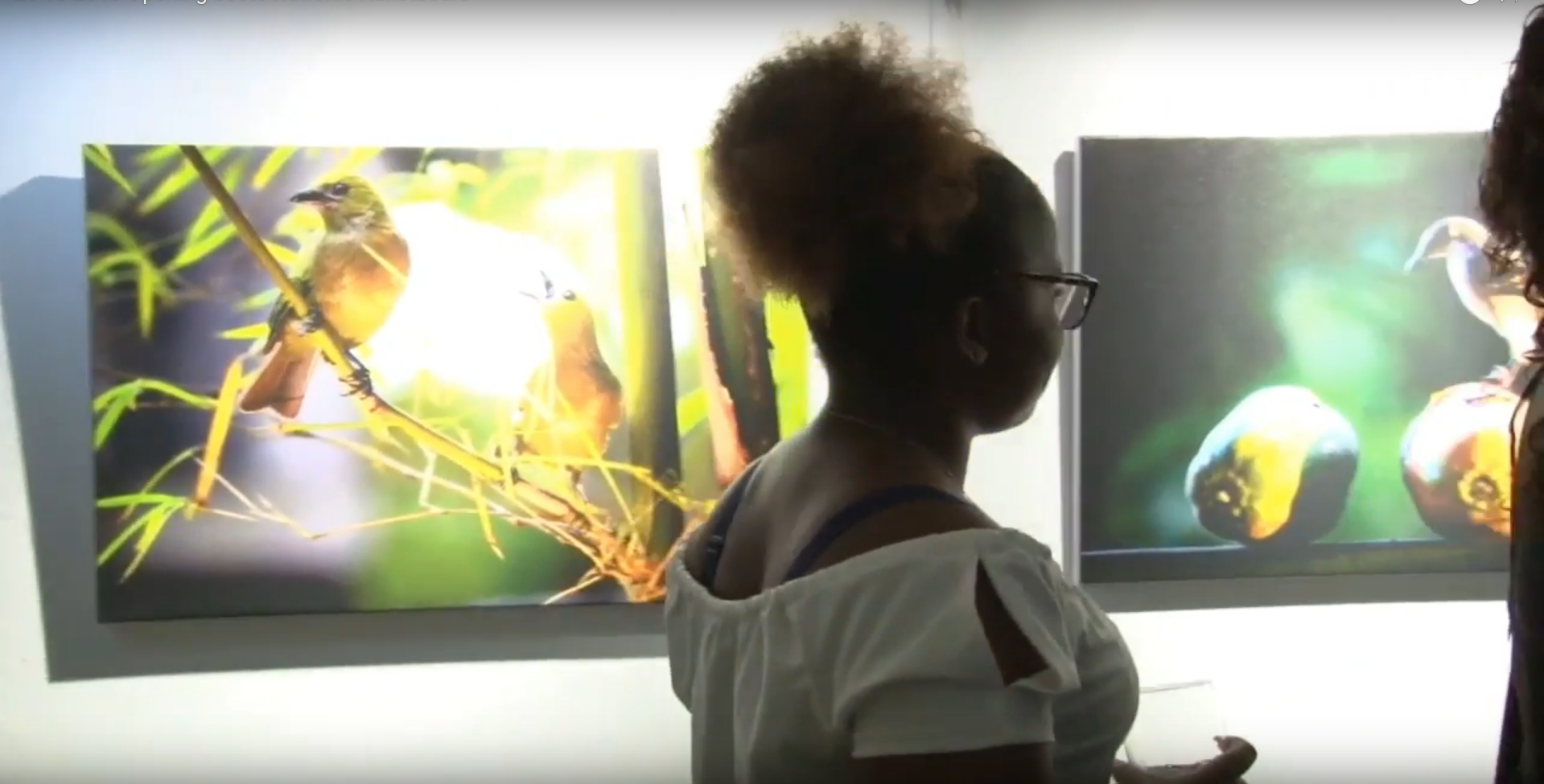
Nationale Kunstbeurs, 2019

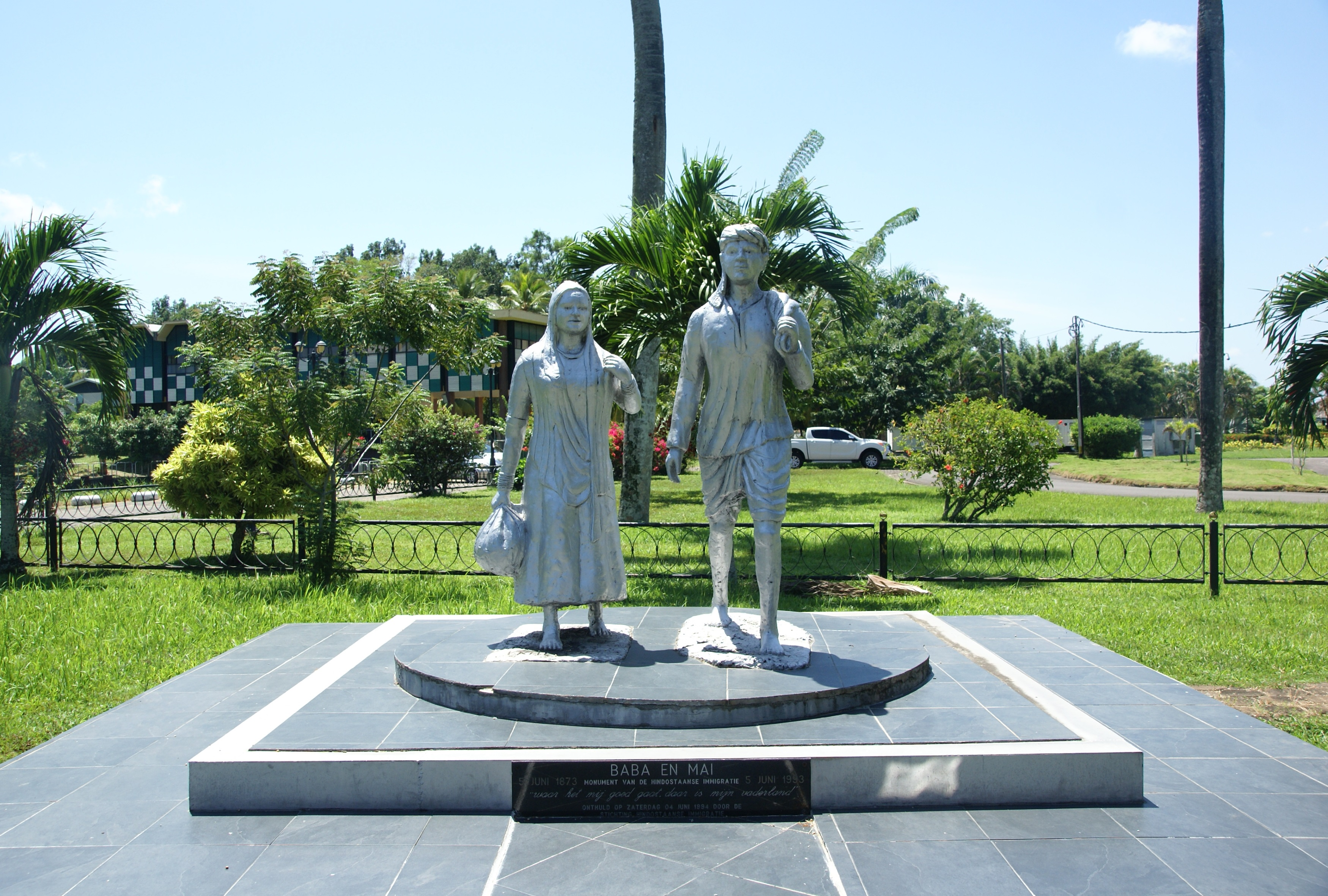
Het immigratiemonument Baba en Mai

De opening van de Readytex Art Gallery in 1993 op de zolder van het gelijknamige warenhuis stimuleerde de ontwikkeling van kunst in eigen land. Dit was een indirect gevolg van de crisis in de jaren tachtig, omdat het warenhuis door de stagnerende importen was overgegaan op het verkopen van meer lokale producten. Sinds de verhuizing in 2015 naar een historisch pand van vier verdiepingen, is dit de grootste kunstgalerie van Paramaribo en een attractie voor buitenlandse toeristen. Aan de galerie zijn tientallen Surinaamse kunstenaars verbonden.
Een jaarlijks terugkerend evenement op kunstgebied is de Nationale Kunstbeurs in oktober. De beurs werd voor het eerst gehouden in 1965 en kent sinds 2012 een wisselende locatie. Een project dat van circa 2012 tot 2015 liep en waarvan de effecten nog steeds in de straten van Paramaribo zichtbaar zijn, is het Switi Rauw Streetfest. In Paramaribo zijn tijdens dit evenement op verschillende plaatsen vervallen muren beschilderd, waardoor het aanzicht verbeterde en kunstenaars de mogelijkheid kregen zich te profileren.
Op ruim honderd kilometer afstand van Paramaribo ligt Moengo, dat zich sinds de vestiging van de Tembe Art Studio in 2009 door Marcel Pinas heeft ontwikkeld tot een kunstcentrum. In de studio wordt wekelijks lesgegeven aan kinderen in beeldende kunst, muziek, dans en toneel. Het biedt een verblijfplaats voor artists-in-residence waar in de eerste tien jaar vijfentwintig kunstenaars uit de hele wereld op af zijn gekomen. Nabij de studio is het Marowijne Art Park aangelegd met daarin kunstwerken die de bezoekende kunstenaars hebben nagelaten. Ook is hier het Contemporary Art Museum Moengo gevestigd dat wordt gezien als het enige museum voor hedendaagse kunst in Suriname.

#### Gedenktekens
Suriname kent honderden gedenktekens waarvan de gedenksteen voor dominee G.C. Steijnis (onthuld in 1892) en de Wilhelminaboom op het Onafhankelijkheidsplein (geplant in 1898) de oudste bestaande zijn. Elk vertelt iets over de geschiedenis, cultuur, religie en bevolking van Suriname. Jozef Klas maakte beelden als Kwakoe (1963) over de afschaffing van de slavernij en Mama Sranan (1965) over de vijf bevolkingsgroepen. Andere beelden over deze thema's, zijn Baba en Mai van Krishnapersad Khedoe over de aankomst van de Hindoestanen, het Statenmonument van Stuart Robles de Medina over 100 jaar Staten van Suriname en het Srefidensimonument van George Struikelblok over de Surinaamse onafhankelijkheid. Erwin de Vries, de maker van het nationale slavernijmonument in Amsterdam, liet in de open ruimte veel beelden na van Nederlandse en Surinaamse bekendheden. Van hem zijn onder meer de standbeelden van Henck Arron en Eddy Snijders afkomstig.

### Evenementen

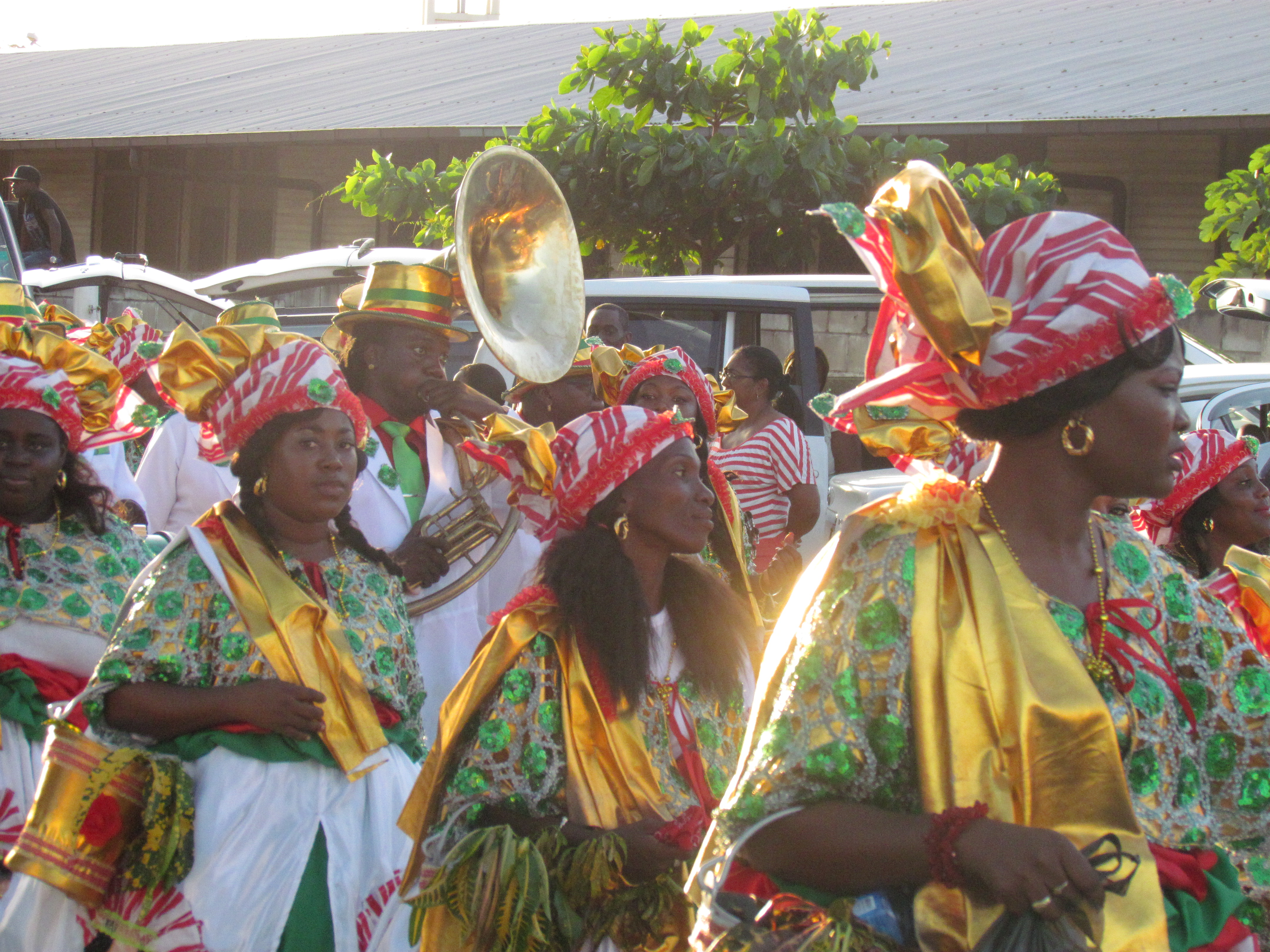
Avondvierdaagse, april 2015

Tijdens de hoogseizoenen worden allerlei evenementen georganiseerd. Tijdens de laatste weken van het oude en de eerste van het nieuwe jaar zijn er een groot aantal in Paramaribo gebundeld onder de naam Surifesta. Dit evenement bestaat uit feest, muziek, en culturele, spirituele en sportevenementen. Het is niet alleen in trek bij de lokale bevolking, maar ook bij Surinamers uit den verre die hun geboorteland met kerst en de jaarwisseling bezoeken. Vanaf 2010 kreeg Surifesta jarenlang aandacht van de Amerikaanse televisiezender CNN die het in de top 10 van oudejaarsfeesten wereldwijd plaatste.
Een aantal evenementen vindt plaats van augustus tot en met oktober, wanneer het klimaat in Suriname in het teken staat van de grote droge tijd. Voorbeelden hiervan zijn de Suriname Fashion Week en het Suriname Jazz Festival, met deelnemers en artiesten uit binnen- en buitenland. Deze evenementen worden aangevuld met kunst- en muziekactiviteiten voor kinderen en volwassenen.
Buiten de hoofdstad heeft het jaarlijkse Moengo Festival zich ontwikkeld tot een cultureel evenement met in 2018 meer dan twintigduizend bezoekers, variërend van bezoekers uit de omgeving, festivalgangers, toeristen en vakmensen uit de kunst- en cultuursector. Het hoofdthema van het festival wisselt driemaal per drie jaar en is achtereenvolgens lokale muziekstijlen, podiumkunsten (theater en dans) en beeldende kunst.

### Keuken

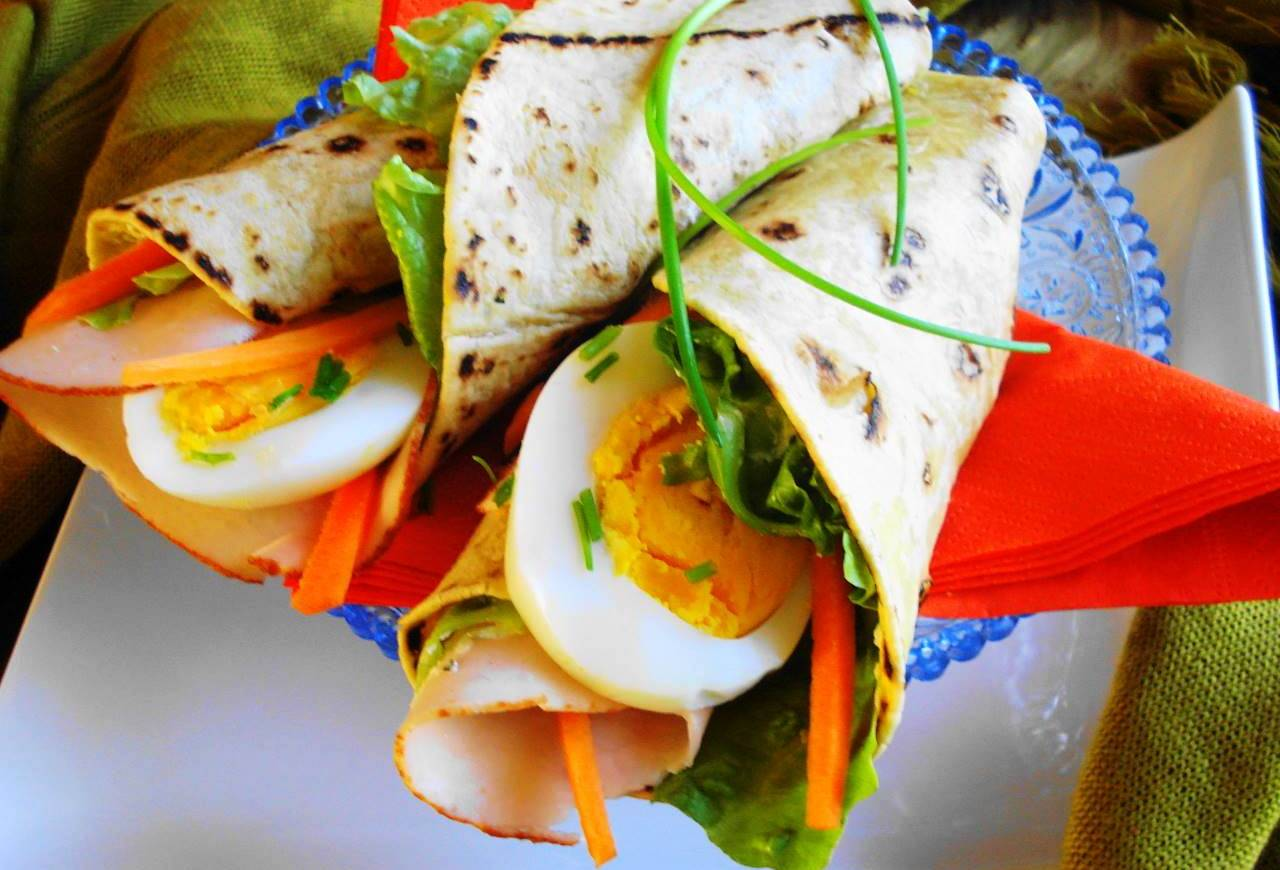
Een wrap gezond gemaakt van roti

Met een bevolking die van oorsprong uit allerlei delen van de wereld komt, is er in Suriname een diverse cultuur. Evenzo divers is de Surinaamse keuken, met alleen al uit Suriname zelf restaurants met een inheemse, Afrikaanse, Javaanse, Indiase en Chinese keuken. Daarbij zijn er invloeden vanuit de Nederlandse en Franse keukens, waarbij erwtensoep met Madame Jeanettes (pepers) lokaal een van de favorieten is. Het straatbeeld van Paramaribo wordt aangevuld met restaurants uit andere landen, met een gemengde kaart en met fastfood.
Haute cuisine is in Suriname niet gemakkelijk te vinden. In 2013 startte een project om hier verandering in te brengen, het Fête de la Cuisine. Hierin stellen Nederlandse en Surinaamse koks zich ten doel om de lokale gastronomie te ontwikkelen. Een doorsnee gerecht bestaat in Suriname vaak uit rijst. Meestal worden het voor- en nagerecht weggelaten. Soep wordt ook in Suriname gegeten, hoewel deze meestal opgediend wordt als hoofdgerecht in combinatie met rijst of gekookte banaan. Kip is een gerecht dat ongeacht het geloof gegeten kan worden, in tegenstelling tot rund- en varkensvlees.
Er zijn nationale gerechten die binnen vrijwel alle bevolkingsgroepen gegeten worden. Een ervan is roti dat oorspronkelijk werd meegebracht door Hindoestanen. Het is een soort broodpannenkoek die van oorsprong wordt gemaakt met aardappelen of gele spliterwten en komijn. Door een andere keuze uit groenten, vlees, kruiden en ingrediënten bestaan er verschillende variaties. Pom is zo'n ander gerecht dat is uitgegroeid tot nationaal gerecht. Het is van oorsprong een creoolse traditie waaraan een Joods gerecht ten grondslag ligt. Aan de basis ligt de pomtajer, een soort wortelknol die in geheel Latijns-Amerika wordt gegeten. Hieraan worden vlees of vis, allerei groenten en andere ingrediënten toegevoegd. Ook met pom wordt veel gevarieerd.

## Organisaties
De volgende organisaties behartigen belangen in de Surinaamse toerisme-industrie: het Ministerie van Transport, Communicatie en Toerisme, de Suriname Toerisme Autoriteit, Surinaamse Hotel Associatie, Stichting ter Bevordering van het Toerisme, Suriname Hospitality and Tourism Association, Tourism Union of the Republic of Suriname, Associatie van Surinaamse Reisagenten, United Tour Guides Suriname en METS Travel & Tours. Opleidingen voor de branche worden gegeven door het International Hospitality and Tourism College en Suriname Hospitality and Tourism Training Centre.